# Liste der kursächsischen Postmeilensäulen
- Karte mit allen Koordinaten:
- OSM |
- WikiMap

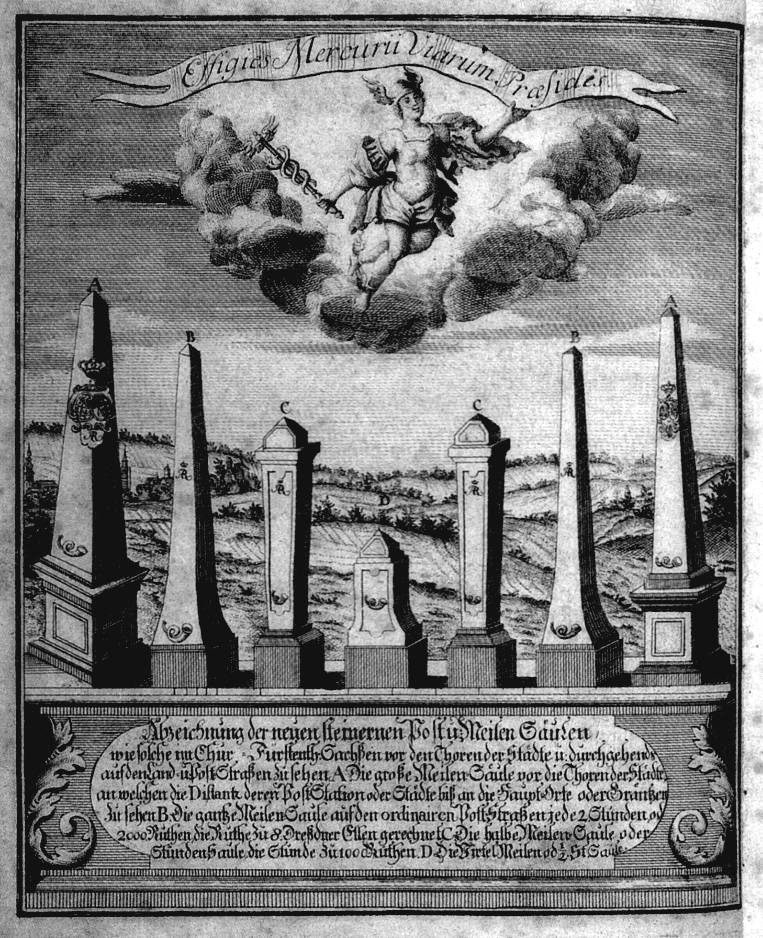
Arten der kursächsischen Postmeilensäulen. In Versuch einer ausführlichen Erklärung des Post-Regals, Jena 1747

In der Liste der kursächsischen Postmeilensäulen werden die kursächsischen Postmeilensäulen gelistet, die im Original zwischen 1722 und 1823 während der Regierungszeit Augusts des Starken und seines Nachfolgers an allen wichtigen Post- und Handelsstraßen und in fast allen Städten des Kurfürstentum  Sachsen zur Angabe der amtlichen Entfernungen aufgestellt wurden.
Dies sollte die Grundlage für eine einheitliche Berechnung der Postgebühren schaffen. Da das Kurfürstentum Sachsen damals wesentlich größer als das heutige Bundesland Sachsen war, findet man derartige Säulen auch in Thüringen, Brandenburg, Sachsen-Anhalt und in Polen. In Sachsen stehen die kursächsischen Postmeilensäulen als Sachgesamtheit unter Denkmalschutz, was auch originalgetreue Nachbildungen und Reststücke dieser Technischen Denkmale einschließt.

## Brandenburg

### Landkreis Dahme-Spreewald
Karte mit allen Koordinaten des Abschnitts Landkreis Dahme-Spreewald: OSM
| Bild           | Bezeichnung                                   | Lage                                     | Datierung | Beschreibung | ID                       |
| -------------- | --------------------------------------------- | ---------------------------------------- | --------- | --- | ------------------------ |
| Weitere Bilder | Kursächsische Distanzsäule Lieberose          | Lieberose (Karte)                        | 1735      | Kursächsische Distanzsäule von 1735 in der Cottbuser Straße von Lieberose. | 09140370                 |
| Weitere Bilder | Kursächsische Distanzsäule Lübben             | Breite Straße Lübben (Spreewald) (Karte) | 1736      | Nachbildung (1970) einer Kursächsischen Distanzsäule von 1736 in der Breite Straße (ehem. Luckauer Tor bzw. Haintor) in Lübben.                                                                                        | 09140217                 |
| Weitere Bilder | Liuba-Stein                                   | Lübben (Spreewald) (Karte)               | 1736      | Zum Denkmal (1906) umgearbeiteter Sockel einer Kursächsischen Distanzsäule von 1736 im Hain in Lübben. Der Stein ist Liuba der sorbischen (wendischen) Göttin des Frühlings, der Liebe und der Fruchtbarkeit gewidmet. | 09140214                 |
| Weitere Bilder | Kursächsische Distanzsäule Luckau             | Luckau (Karte)                           | 1736      | Nachbildung (2023) einer Kursächsischen Distanzsäule von 1736 in Luckau. | Wikidata-Objekt anzeigen |
| Weitere Bilder | Kursächsischer Viertelmeilenstein Rüdingsdorf | Rüdingsdorf (Karte)                      | 1722      | Nachbildung (2007 / 2015) des Kursächsischen Viertelmeilensteins Nr. 49 von 1722 an der B 96 in Rüdingsdorf. | Wikidata-Objekt anzeigen |

### Landkreis Elbe-Elster
Karte mit allen Koordinaten des Abschnitts Landkreis Elbe-Elster: OSM

| Bild           | Bezeichnung                                   | Lage                       | Datierung | Beschreibung | ID                       |
| -------------- | --------------------------------------------- | -------------------------- | --------- | --- | ------------------------ |
| Weitere Bilder | Kursächsische Distanzsäule Bad Liebenwerda    | Bad Liebenwerda (Karte)    | 1730      | Nachbildung (2003) einer Kursächsischen Distanzsäule von 1730 am Roßmarkt in Bad Liebenwerda. | Wikidata-Objekt anzeigen |
| Weitere Bilder | Kursächsische Halbmeilensäule Dabern          | Dabern (Karte)             | 1725      | Kursächsische Halbmeilensäule mit Reihennummer 38 von 1725 aus Sandstein an der B 96 in Dabern. | 09135053                 |
| Weitere Bilder | Kursächsische Distanzsäule Doberlug-Kirchhain | Doberlug-Kirchhain (Karte) | 1736      | Nachbildung (1967) einer Kursächsische Distanzsäule von 1735/36. Diese wurde vom Kirchhainer Marktplatz 1887 auf den Schützenplatz versetzt. Der Originalschriftblock befindet sich seit 2017 in der Dauerausstellung im Schloss Doberlug.                 | 09135052                 |
| Weitere Bilder | Kursächsische Distanzsäule Elsterwerda        | Elsterwerda (Karte)        | 1738      | Kursächsische Distanzsäule von 1738 in der Hauptstraße von Elsterwerda, welche als eine der letzten Städte im Kurfürstentum Sachsen eine Distanzsäule erhielt. Ursprünglicher Standort war am Luckauer Tor. Das Originalwappenteil steht heute im Rathaus. | 09135374                 |
| Weitere Bilder | Kursächsische Ganzmeilensäule Hohenbucko      | Hohenbucko (Karte)         | 1730      | Rekonstruktion (1975) der Kursächsische Ganzmeilensäule von 1730 an der ehem. Poststraße von Leipzig nach Frankfurt (Oder) in Hohenbucko an der B 87. | 09135196                 |
| Weitere Bilder | Kursächsische Distanzsäule Mühlberg/Elbe      | Mühlberg/Elbe (Karte)      | 1730      | Nachbildung (1982) einer Kursächsische Distanzsäule von 1730 An der Postsäule (vor ehem. Knissentor) in Mühlberg/Elbe. Das originales Wappenstück befindet sich im Heimatmuseum von Mühlberg.                                                              | 09135466                 |
| Weitere Bilder | Kursächsische Distanzsäule Uebigau            | Uebigau (Karte)            | 1730      | Nachbildung (1985) einer Kursächsischen Distanzsäule von 1730 auf dem Markt von Uebigau. Das originale Wappenstück steht im Museum Bad Liebenwerda. | Wikidata-Objekt anzeigen |
| Weitere Bilder | Kursächsische Distanzsäule Wahrenbrück        | Wahrenbrück (Karte)        | 1730      | Kursächsische Distanzsäule von 1730 an der Elsterbrücke in Wahrenbrück. | 09135496                 |

### Landkreis Oberspreewald-Lausitz
Karte mit allen Koordinaten des Abschnitts Landkreis Oberspreewald-Lausitz: OSM

| Bild           | Bezeichnung                                   | Lage                       | Datierung | Beschreibung | ID                       |
| -------------- | --------------------------------------------- | -------------------------- | --------- | --- | ------------------------ |
| Weitere Bilder | Kursächsische Distanzsäule Calau              | Calau (Karte)              | 1730      | Rekonstruktion (1977) einer zur Wegesäule umgestalteten Kursächsischen Distanzsäule von 1730 vom ehem. Cottbusser Tor vor dem Kreishaus in Calau.                      | 09120052                 |
| Weitere Bilder | Kursächsische Distanzsäule Lübbenau/Spreewald | Lübbenau/Spreewald (Karte) | 1740      | Nachbildung (1976) einer Kursächsische Distanzsäule von 1740 in der Karl-Marx-Straße Lübbenau. Der originale Schriftblock befindet sich wieder aufbereitet im Rathaus. | 09120098                 |
| Weitere Bilder | Kursächsische Distanzsäule Ortrand            | Ortrand (Karte)            | 1730      | Nachbildung (2002) einer Kursächsische Distanzsäule von 1730 auf dem Altmarkt von Ortrand.                                                                             | Wikidata-Objekt anzeigen |
| Weitere Bilder | Kursächsische Distanzsäule Ruhland            | Ruhland (Karte)            | 1732      | Nachbildung (2012) einer Kursächsische Distanzsäule von 1732 auf dem Markt von Ruhland.                                                                                | Wikidata-Objekt anzeigen |
| Weitere Bilder | Kursächsische Distanzsäule Senftenberg        | Senftenberg (Karte)        | 1731      | Nachbildung (2000) einer Kursächsische Distanzsäule von 1731 auf dem Markt von Senftenberg. Das originale Wappenstück steht im Kreismuseum Senftenberg.                | Wikidata-Objekt anzeigen |

### Landkreis Potsdam-Mittelmark
Karte mit allen Koordinaten des Abschnitts Landkreis Potsdam-Mittelmark: OSM

| Bild           | Bezeichnung                           | Lage               | Datierung | Beschreibung | ID       |
| -------------- | ------------------------------------- | ------------------ | --------- | --- | -------- |
| Weitere Bilder | Kursächsische Distanzsäule Bad Belzig | Bad Belzig (Karte) | 1725      | Kursächsische Distanzsäule von 1725 in der Bahnhofstraße Bad Belzig. Nicht wieder genutzte Originalteile sind im Museum der Burg ausgestellt.         | 09190079 |
| Weitere Bilder | Kursächsische Distanzsäule Brück      | Brück (Karte)      | 1730      | Rekonstruktion (1969) einer Kursächsischen Distanzsäule von 1730 vom ehemaligen Belziger Tor in der Straße des Friedens in Brück.                     | 09190107 |
| Weitere Bilder | Kursächsische Distanzsäule Niemegk    | Niemegk (Karte)    | 1725      | Rekonstruktion (1969) einer Kursächsischen Distanzsäule von 1725 in Niemegk. Der Originalschriftblock der Säule befindet sich im Rathaus von Niemegk. | 09190320 |

### Landkreis Spree-Neiße
Karte mit allen Koordinaten des Abschnitts Landkreis Spree-Neiße: OSM

| Bild           | Bezeichnung                                    | Lage                                  | Datierung | Beschreibung                                                                                                   | ID                       |
| -------------- | ---------------------------------------------- | ------------------------------------- | --------- | --- | ------------------------ |
| Weitere Bilder | Kursächsische Distanzsäule Guben (Reststück)   | Museum Sprucker Mühle (Guben) (Karte) | 1736      | Originalteil (Wappenstück) einer Kursächsischen Distanzsäule von 1736 im Heimatmuseum Sprucker Mühle in Guben. | 09125163                 |
| Weitere Bilder | Kursächsische Distanzsäule Guben (Nachbildung) | Poetensteig (Guben) (Karte)           | 1736      | (Nachbildung 1989) einer Kursächsischen Distanzsäule von 1736 am Poetensteig Ecke Frankfurter Straße in Guben. | Wikidata-Objekt anzeigen |

### Landkreis Teltow-Fläming
Karte mit allen Koordinaten des Abschnitts Landkreis Teltow-Fläming: OSM

| Bild           | Bezeichnung                               | Lage                | Datierung | Beschreibung | ID                       |
| -------------- | ----------------------------------------- | ------------------- | --------- | --- | ------------------------ |
| Weitere Bilder | Kursächsische Distanzsäule Baruth/Mark    | Baruth/Mark (Karte) | 1730      | Nachbildung (2014) der Kursächsischen Distanzsäule von 1730 in Baruth/Mark.                                                                 | Wikidata-Objekt anzeigen |
| Weitere Bilder | Kursächsische Distanzsäule Dahme/Mark     | Dahme/Mark (Karte)  | 1756      | Nachbildung (2008) der Distanzsäule von 1756 in der Hauptstraße am Rathaus, Originalteile im Lapidarium an der Schlossruine von Dahme/Mark. | 09105120                 |
| Weitere Bilder | Kursächsische Halbmeilensäule Illmersdorf | Illmersdorf (Karte) | 1756      | Rekonstruktion (2009) der Kursächsische Halbmeilensäule Nr. 54 von 1756 auf dem Dorfanger von Illmersdorf (Ihlow).                          | 09105335                 |

## Sachsen

### Landkreis Bautzen
Karte mit allen Koordinaten des Abschnitts Landkreis Bautzen: OSM

| Bild           | Bezeichnung                                       | Lage                     | Datierung | Beschreibung | ID                       |
| -------------- | ------------------------------------------------- | ------------------------ | --------- | --- | ------------------------ |
| Weitere Bilder | Kursächsische Ganzmeilensäule Bautzen             | Bautzen (Karte)          | 1725      | Reststück der Kursächsischen Ganzmeilensäule Nr. 76 von 1725 der Poststraße Kamenz - Bautzen auf dem Kornmarkt in Bautzen. | 09250250                 |
| Weitere Bilder | Kursächsische Distanzsäule Bischofswerda          | Bischofswerda (Karte)    | 1724      | Nachbildung (2009) einer Kursächsischen Distanzsäule von 1724 vom ehemaligen Bautzener Tor in der Bahnhofstraße von Bischofswerda. Das originale Wappenstück und der Schriftblock befinden sich im Rathaus Bischofswerda.                 | 09285749                 |
| Weitere Bilder | Kursächsische Distanzsäule Elstra (Am Markt)      | Am Markt Elstra (Karte)  | 1725      | Nachbildung (1995) einer Kursächsischen Distanzsäule aus Sandstein, bezeichnet 1725 Am Markt in Elstra. | 09227462                 |
| Weitere Bilder | Kursächsische Distanzsäule Elstra (Klosterstraße) | Elstra (Karte)           | 1725      | Reststück einer Kursächsischen Distanzsäule von 1725, früher am Markt stehend (am Originalstandort 1995 durch Nachbildung ersetzt). Das zugehörige originale Wappenstück wird im Rathaus Elstra ausgestellt.                              | 09227490                 |
| Weitere Bilder | Kursächsische Distanzsäule Hoyerswerda            | Hoyerswerda (Karte)      | 1730      | Nachbildung (1973) einer Kursächsischen Distanzsäule von 1730 auf dem Markt in Hoyerswerda. Der Originalschriftblock und das originale Wappenstück steht im Eingangsbereich zum Museum im Schloss Hoyerswerda.                            | 08975611                 |
| Weitere Bilder | Kursächsische Distanzsäule Kamenz                 | Kamenz (Karte)           | 1725      | Kursächsische Distanzsäule von 1725, ursprünglich als Torsäule vor dem Königsbrücker Tor errichtet am Böhnischplatz in Kamenz. | 09227747                 |
| Weitere Bilder | Kursächsischer Viertelmeilenstein Königsbrück     | Königsbrück (Karte)      | 1722      | Kursächsischer Viertelmeilenstein mit Reihennummer 59 von 1722 der Poststraße Leipzig - Breslau in Königsbrück. | 09301587                 |
| Weitere Bilder | Kursächsische Distanzsäule Krakau (Königsbrück)   | Krakau (Sachsen) (Karte) | 1732      | Geschleifte (1938-1945) Kursächsische Distanzsäule mit ehemaligem Standort Krakau (Sachsen). Das Wappenstück befindet sich im Depot des Stadtmuseums Dresden.                                                                             | Wikidata-Objekt anzeigen |
| Weitere Bilder | Kursächsische Ganzmeilensäule Laußnitz            | Laußnitz (Karte)         | 1722      | Rest der kursächsischen Ganzmeilensäule mit Reihennummer 56 von 1722 an der B 98 in der Laußnitzer Heide. | 09304982                 |
| Weitere Bilder | Kursächsische Ganzmeilensäule Neuhof/Nowy Dwór    | Neuhof (Karte)           |           | Kursächsische Ganzmeilensäule zum Wegweiser umgearbeitet, an der S 101 bei Neuhof/Nowy Dwór (Bautzen). | Wikidata-Objekt anzeigen |
| Weitere Bilder | Kursächsischer Viertelmeilenstein Prischwitz      | Prischwitz (Karte)       | 1725      | Kursächsischer Viertelmeilenstein mit Reihennummer 73 von 1725 der Poststraße im Zuge der Via Regia an der S 100 bei Prischwitz (Göda) | 09304935                 |
| Weitere Bilder | Kursächsische Distanzsäule Pulsnitz               | Pulsnitz (Karte)         | 1731      | Nachbildung (2016) einer Kursächsischen Distanzsäule von 1731 am Wettinplatz in Pulsnitz. Der Originalschriftblock der alten Postmeilensäule steht restauriert im Rathauseingang.                                                         | 09275644                 |
| Weitere Bilder | Kursächsische Distanzsäule Radeberg               | Radeberg (Karte)         | 1728      | Nachbildung (2012) einer Kursächsischen Distanzsäule von 1728 auf dem Markt von Radeberg. | 09304219                 |
| Weitere Bilder | Kursächsischer Viertelmeilenstein Schwosdorf      | Schwosdorf (Karte)       | 1723      | Kursächsischer Viertelmeilenstein Nr. 23 von 1723 vom Postkurs Leipzig – Breslau am Ortseingang von Schwosdorf. | 09253452                 |
| Weitere Bilder | Kursächsische Distanzsäule Wittichenau            | Wittichenau (Karte)      | 1732      | Rekonstruktion (1973) einer Kursächsischen Distanzsäule von 1732 auf dem Markt von Wittichenau. Die Säule steht an ihrem originalen Standort, Inschriftenblock ist nachgebildet. Das Original befindet sich im Schlossmuseum Hoyerswerda. | 08990414                 |

### Stadt Chemnitz
Karte mit allen Koordinaten des Abschnitts Stadt Chemnitz: OSM

| Bild           | Bezeichnung                                               | Lage                                | Datierung | Beschreibung | ID       |
| -------------- | --------------------------------------------------------- | ----------------------------------- | --------- | --- | -------- |
| Weitere Bilder | Kursächsischer Viertelmeilenstein Klaffenbach             | Klaffenbach (Karte)                 | 1723      | Kursächsischer Viertelmeilenstein Nr. 39 von 1723 der Postroute Leipzig – Chemnitz – Annaberg – Karlsbad in Klaffenbach.                       | 09205017 |
| Weitere Bilder | Kursächsische Ganzmeilensäule Röhrsdorf                   | Chemnitzer Straße Röhrsdorf (Karte) | 1723      | Nachbildung (2007) der Kursächsischen Ganzmeilensäule Nr. 32 von 1723 der alten Poststraße von Dresden nach Hof in Chemnitz-Röhrsdorf.         | 09233511 |
| Weitere Bilder | Kursächsischer Viertelmeilenstein Röhrsdorf               | Röhrsdorf (Karte)                   | 1723      | Nachbildung (2007) des Kursächsischen Viertelmeilensteines Nr. 31 von 1723 der alten Poststraße von Dresden nach Hof in Chemnitz-Röhrsdorf.    | 09304912 |
| Weitere Bilder | Kursächsischer Viertelmeilenstein Chemnitz-Schloßchemnitz | Schloßchemnitz (Karte)              | 1723      | Rekonstruktion (1977) des Kursächsischen Viertelmeilensteins Nr. 33 von 1723 an der Ecke Hartmannstraße/Bergstraße in Chemnitz-Schloßchemnitz. | 09302669 |

### Stadt Dresden
Karte mit allen Koordinaten des Abschnitts Stadt Dresden: OSM

| Bild           | Bezeichnung                                   | Lage                                  | Datierung | Beschreibung | ID       |
| -------------- | --------------------------------------------- | ------------------------------------- | --------- | --- | -------- |
| Weitere Bilder | Kursächsische Distanzsäule in Dresden         | Dresden, Freiberger Straße (Karte)    | 1722      | Nachbildung (1997) einer Kursächsischen Distanzsäule von 1722 in der Freiberger Straße Dresden. Es gibt in Dresden zwei Nachbildungen der vor dem ehem. Wilsdruffer Tor aufgestellten Distanzsäule. Eine 1997 aufgestellte Nachbildung befindet sich in der Freiberger Straße, eine weitere, fehlerhafte Nachbildung von 1969 blieb noch in der Münzmeisterstraße im Stadtteil Zschertnitz erhalten. | 09304826 |
| Weitere Bilder | Kursächsische Distanzsäule Zschertnitz        | Münzmeisterstraße Zschertnitz (Karte) | 1722      | Nachbildung (1969) einer Kursächsischen Distanzsäule von 1722 in Zschertnitz (Dresden). Es gibt in Dresden zwei Nachbildungen der vor dem ehem. Wilsdruffer Tor aufgestellten Distanzsäule. Eine 1997 aufgestellte Nachbildung befindet sich in der Freiberger Straße, eine weitere, fehlerhafte Nachbildung von 1969 blieb noch in der Münzmeisterstraße im Stadtteil Zschertnitz erhalten.         | 09304827 |
| Weitere Bilder | Kursächsischer Viertelmeilenstein Zschertnitz | Zschertnitz (Karte)                   | 1723      | Nachbildung (2002) des Kursächsischen Viertelmeilensteins Nr. 1 von 1723 der Obergebirgischen Poststraße Dresden – Dippoldiswalde in Zschertnitz (Dresden). | 09304983 |

### Erzgebirgskreis
Karte mit allen Koordinaten des Abschnitts Erzgebirgskreis: OSM

| Bild                                    | Bezeichnung                                                           | Lage                                           | Datierung | Beschreibung | ID                       |
| --------------------------------------- | --------------------------------------------------------------------- | ---------------------------------------------- | --------- | --- | ------------------------ |
| Weitere Bilder                          | Kursächsische Distanzsäule in Annaberg-Buchholz, Wolkensteiner Straße | Wolkensteiner Straße Annaberg-Buchholz (Karte) | 1727      | Rekonstruktion (1979) einer Kursächsischen Distanzsäule von 1727 vom ehem. Wolkensteiner Tor an der Wolkensteiner Straße in Annaberg-Buchholz. | 09228944                 |
| Weitere Bilder                          | Kursächsische Distanzsäule Annaberg-Buchholz, Böhmisches Tor          | Köselitzplatz Annaberg-Buchholz (Karte)        | 1727      | Rekonstruktion (1980) einer Kursächsischen Distanzsäule von 1727 vom ehem. Böhmischen Tor am Köselitzplatz in Annaberg-Buchholz. | 09228909                 |
| Direkt Bild zu diesem Denkmal hochladen | Kursächsischer Viertelmeilenstein Annaberg-Buchholz                   | Wilischstraße Annaberg-Buchholz (Karte)        | 1723      | Vermauerter Kursächsischer Viertelmeilenstein (ohne Kopfstück) von 1723 im Hinterhof der Wilischstraße 19 in Annaberg-Buchholz. | 09229160                 |
| Weitere Bilder                          | Kursächsischer Viertelmeilenstein in Antonshöhe (Breitenbrunn)        | Antonshöhe (Karte)                             | 1724      | Rekonstruktion (1993) des Kursächsischen Viertelmeilensteins Nr. 53 von 1724 der Poststraße Dresden-Chemnitz-Stollberg-Zwönitz-Schwarzenberg-Johanngeorgenstadt beim Ortsteil Antonshöhe (Breitenbrunn). | 09299477                 |
| Direkt Bild zu diesem Denkmal hochladen | Kursächsische Distanzsäule Aue                                        |                                                | 1730      | Ehemalige Kursächsische Distanzsäule von 1730, ein wiederentdecktes Reststück vom Schriftblock dieser Säule wurde im Museum Schloss Frohburg in der Dauerausstellung bis 1990 gezeigt und gilt seitdem als verschollen. | Wikidata-Objekt anzeigen |
| Weitere Bilder                          | Kursächsische Halbmeilensäule Bärenstein                              | Bärenstein (Erzgebirge) (Karte)                | 1723      | Nachbildung (2013) der Kursächsischen Halbmeilensäule Nr. 54 von 1723 des ehem. Postkurses Leipzig – Chemnitz – Annaberg – Karlsbad vor dem Rathaus Bärenstein (Erzgebirge). | 09307193                 |
| Weitere Bilder                          | Kursächsische Ganzmeilensäule Burkhardtsdorf                          | Burkhardtsdorf (Karte)                         | 1723      | Nachbildung (2005) der Ganzmeilensäule Nr. 40 von 1723 Am Markt von Burkhardtsdorf. Die Originalteile befinden sich im örtlichen Druckereimuseum. | 09232800                 |
| Weitere Bilder                          | Kursächsische Ganzmeilensäule Crandorf                                | Crandorf (Karte)                               | 1725      | Kursächsische Ganzmeilensäule Nr. 52 von 1725 der Poststraße Dresden – Schwarzenberg – Halbe Meile – Johanngeorgenstadt am Postsäulenweg in Crandorf. | 09269046                 |
| Weitere Bilder                          | Kursächsische Distanzsäule Eibenstock                                 | Eibenstock (Karte)                             | 1727      | Nachbildung (2005) einer Kursächsischen Distanzsäule von 1727 auf dem Postplatz in Eibenstock. Ein letztes Originalteil befindet sich im Museum. | 09304914                 |
| Weitere Bilder                          | Kursächsische Distanzsäule Elterlein                                  | Elterlein (Karte)                              | 1729      | Kursächsische Distanzsäule von 1729 vom Postkurs Schneeberg-Grünhain-Annaberg in Elterlein. | 08986116                 |
| Weitere Bilder                          | Kursächsische Ganzmeilensäule Erlabrunn                               | Erlabrunn (Karte)                              | 1725      | Rekonstruktion (2009) der Kursächsischen Ganzmeilensäule Nr. 56 von 1725 an der Auffahrt zum Krankenhaus Erlabrunn. | 09201760                 |
| Weitere Bilder                          | Kursächsische Halbmeilensäule Gelenau/Erzgeb.                         | Gelenau/Erzgeb. (Karte)                        | 1723      | Nachbildung (1996) der Kursächsische Halbmeilensäule Nr. 42 von 1723 beim Gasthaus Besenschänke an der B 95 in Gelenau/Erzgeb. | 08986072                 |
| Weitere Bilder                          | Kursächsische Distanzsäule Geyer                                      | Geyer (Karte)                                  | 1730      | Rekonstruktion (1970) einer Kursächsischen Distanzsäule von 1730 auf dem Altmarkt von Geyer. | 08967445                 |
| Weitere Bilder                          | Kursächsische Distanzsäule Grünhain                                   | Grünhain (Karte)                               | 1726      | Rekonstruktion (1985) einer Kursächsischen Distanzsäule von 1732 vor dem ehemaligen Kloster Grünhain in der Zwönitzer Straße. | 09229215                 |
| Weitere Bilder                          | Kursächsische Ganzmeilensäule Hundshübel                              | Hundshübel (Karte)                             | 1725      | Nachbildung (2018) der Kursächsische Ganzmeilensäule Nr. 48 des Postkurses Leipzig über Schneeberg nach Eibenstock und Johanngeorgenstadt von 1725 in Hundshübel. Ein originales Reststück steht neben der Nachbildung. | 08957192                 |
| Weitere Bilder                          | Kursächsische Ganzmeilensäule Johanngeorgenstadt                      | Johanngeorgenstadt (Karte)                     | 1725      | Rekonstruktion (1978) der Kursächsische Ganzmeilensäule Nr. 56 von 1725 in der Eibenstocker Straße Ecke am Pulverturm in Johanngeorgenstadt. | 09228402                 |
| Weitere Bilder                          | Kursächsische Distanzsäule Johanngeorgenstadt                         | Johanngeorgenstadt (Karte)                     | 1728      | Rekonstruktion (1977) einer Kursächsische Distanzsäule von 1728 in unmittelbarer Nähe des früheren Hauptpostamtes in der Neustadt von Johanngeorgenstadt. | 09229827                 |
| Weitere Bilder                          | Kursächsische Distanzsäule Jöhstadt                                   | Jöhstadt (Karte)                               | 1730      | Nachbildung (1998) einer Kursächsische Distanzsäule von 1730 auf dem Markt vor dem Rathaus in Jöhstadt. Der Originale Schriftblock und Wappenstück befinden sich im Rathaus von Jöhstadt. | 08991841                 |
| Weitere Bilder                          | Kursächsische Ganzmeilensäule Lauter                                  | Lauter (Karte)                                 | 1724      | Rekonstruktion (1959) der Kursächsischen Ganzmeilensäule Nr. 48 von 1724 der Poststraße Schneeberg-Schwarzenberg-Annaberg an der Alten Auer Straße in Lauter. Säule stand über viele Jahre in Aue am Schillerplatz. | 09238590                 |
| Weitere Bilder                          | Kursächsische Halbmeilensäule Lippersdorf                             | Lippersdorf (Karte)                            | 1723      | Rest der Kursächsischen Halbmeilensäule Nr. 14 von 1723 der ehem. Poststraße Silberwagenweg Annaberg – Freiberg auf einem Privatgrundstück in Lippersdorf. | Wikidata-Objekt anzeigen |
| Weitere Bilder                          | Kursächsischer Viertelmeilenstein (Wettin-Eiche)                      | Marienberg (Karte)                             | 1724      | Kursächsischer Viertelmeilenstein mit der Reihennummer 51 und mit der Jahreszahl 1724 aus Granit, steht als Rest (ohne Kopfstück und mit der Inschrift „Wettin Eiche“) an der Eisenstraße im Marienberger Forst. Ursprünglich stand er an der Böhmischen Straße, in der Wüstenschlette, kurz vor dem Gasthaus Grenzland. 1999 fand man die Platte des Viertelmeilensteines auf dem Marienberger Armeeplatz. | 08956123                 |
| Weitere Bilder                          | Kursächsische Distanzsäule Marienberg (Annaberger Tor)                | Marienberg (Karte)                             | 1727      | Wappenstück einer Kursächsischen Distanzsäule von 1727 vom ehemaligen Annaberger Tor im Lapidarium an der Stadtmauer am Zschopauer Tor in Marienberg. | Wikidata-Objekt anzeigen |
| Direkt Bild zu diesem Denkmal hochladen | Kursächsische Halbmeilensäule Marienberg                              | Marienberg (Karte)                             | 1724      | Reststück einer Kursächsischen Halbmeilensäule von 1724 mit der Reihennummer 50 im Lapidarium an der Stadtmauer am Zschopauer Tor in Marienberg. | Wikidata-Objekt anzeigen |
| Weitere Bilder                          | Kursächsische Distanzsäule Marienberg (Zschopauer Tor)                | Marienberg (Karte)                             | 1727      | Rekonstruktion (1953) einer Kursächsischen Distanzsäule von 1727 am Zschopauer Tor in Marienberg. | 08955962                 |
| Weitere Bilder                          | Kursächsische Ganzmeilensäule Marienberg (Gefallenendenkmal)          | Marienberg (Karte)                             | 1724      | Zum Gefallenendenkmal (Befreiungskriege 1813-1815) umgearbeitete Kursächsische Ganzmeilensäule in Marienberg. | 08956059                 |
| Weitere Bilder                          | Kursächsischer Viertelmeilenstein Neustädtel                          | Neustädtel (Karte)                             | 1725      | Nachbildung (1993) des Kursächsischen Viertelmeilensteins Nr. 45 von 1725 der Poststraße Leipzig-Zwickau-Johanngeorgenstadt-Karlsbad an der Karlsbader Straße in Neustädtel (Schneeberg). Ein originales Reststück befindet sich im Schneeberger Museum. | 08955671                 |
| Weitere Bilder                          | Kursächsische Distanzsäule Oberwiesenthal                             | Oberwiesenthal (Karte)                         | 1730      | Kursächsische Distanzsäule von 1730 auf dem Markt von Oberwiesenthal. | 08991916                 |
| Weitere Bilder                          | Kursächsische Ganzmeilensäule Oberwiesenthal                          | Oberwiesenthal (Karte)                         | 1723      | Kursächsische Ganzmeilensäule Nr. 60 von 1723 der Poststraße Leipzig–Chemnitz–Annaberg-Karlsbad in Oberwiesenthal. | 09304959                 |
| Weitere Bilder                          | Kursächsische Ganzmeilensäule Reifland                                | Reifland (Karte)                               | 1723      | Rekonstruktion (1970) der Kursächsischen Ganzmeilensäule Nr. 12 von 1723 an der ehem. Poststraße Silberwagenweg Annaberg – Freiberg kurz vor dem Ortseingang Reifland. | 09205626                 |
| Weitere Bilder                          | Kursächsischer Viertelmeilenstein Reitzenhain                         | Reitzenhain (Karte)                            | 1724      | Kursächsischer Viertelmeilenstein Nr. 53 von 1724 an der alten Straße Marienberg – Chomutov (B 174) etwa 1 km vor dem Ortseingang von Reitzenhain. | Wikidata-Objekt anzeigen |
| Weitere Bilder                          | Kursächsische Distanzsäule Schlettau                                  | Schlettau (Karte)                              | 1727      | Rekonstruktion (1989) einer Kursächsischen Distanzsäule von 1727 auf dem Schloßplatz in Schlettau. | 08990645                 |
| Weitere Bilder                          | Kursächsische Ganzmeilensäule Schönbrunn                              | Schönbrunn (Karte)                             | 1724      | Nachbildung (2015) der Kursächsische Ganzmeilensäule Nr. 4 von 1724 vom Postkurs Silberwagenweg Annaberg – Freiberg in Schönbrunn an der B 101. | 09206848                 |
| Weitere Bilder                          | Kursächsischer Viertelmeilenstein Schönfeld (Thermalbad_Wiesenbad)    | Schönfeld (Thermalbad Wiesenbad) (Karte)       | 1723      | Kursächsischer Viertelmeilenstein Nr. 47 der ehemaligen Poststraße Leipzig – Chemnitz – Annaberg – Karlsbad aus dem Jahr 1723 an der B 95 in Schönfeld (Thermalbad Wiesenbad). | 08967510                 |
| Weitere Bilder                          | Kursächsischer Viertelmeilenstein Steinbach                           | Steinbach (Johanngeorgenstadt) (Karte)         | 1725      | Kursächsischer Viertelmeilenstein Nr. 55 von 1725 der Poststraße von Leipzig nach Karlsbad in Steinbach (Johanngeorgenstadt). | 09229822                 |
| Weitere Bilder                          | Kursächsische Distanzsäule Thum                                       | Thum (Karte)                                   | 1727      | Rekonstruktion (1978) einer Kursächsische Distanzsäule von 1727 auf dem Markt von Thum. | 09247892                 |
| Weitere Bilder                          | Kursächsische Distanzsäule Wolkenstein                                | Wolkenstein (Karte)                            | 1730      | Nachbildung (2002) einer Kursächsische Distanzsäule von 1730 am Markt (ursprünglich Roßmarkt), einige Originalteile befinden sich im Schloss Wolkenstein. Die originale Spitze vermauert in der Kleinen Kirchgasse 6. | 09206751                 |
| Weitere Bilder                          | Kursächsischer Viertelmeilenstein Wolkenstein                         | Wolkenstein (Karte)                            | 1724      | Kursächsischer Viertelmeilenstein Nr. 5 von 1724 vom Postkurs Silberwagenweg Annaberg – Freiberg an der Straße vom Markt zum Bahnhof in Wolkenstein. | 09206815                 |
| Weitere Bilder                          | Kursächsische Distanzsäule Zschopau                                   | Zschopau (Karte)                               | 1727      | Nachbildung (2009) einer Kursächsischen Distanzsäule von 1727 vom ehem. Chemnitzer Tor in Zschopau. Das originale Wappen befindet sich im Zschopauer Museum. | 09307197                 |
| Weitere Bilder                          | Kursächsische Halbmeilensäule Zwönitz                                 | Zwönitz (Karte)                                | 1724      | Nachbildung (1998) der Kursächsischen Halbmeilensäule Nr. 46 von 1724 des Postkurses Chemnitz–Stollberg–Zwönitz–Schwarzenberg–Johanngeorgenstadt an der S 270 zwischen Zwönitz und Grünhain. | 09304956                 |
| Weitere Bilder                          | Kursächsische Ganzmeilensäule Zwönitz                                 | Niederzwönitz (Karte)                          | 1725      | Nachbildung (1998) der Kursächsischen Ganzmeilensäule Nr. 44 von 1725 des Postkurses Chemnitz–Stollberg–Zwönitz–Schwarzenberg–Johanngeorgenstadt am Ortsausgang Niederzwönitz Richtung Stollberg/Erzgeb. | 09304954                 |
| Weitere Bilder                          | Kursächsischer Viertelmeilenstein Zwönitz                             | Niederzwönitz (Karte)                          | 1724      | Nachbildung (1998) des Kursächsischen Viertelmeilensteins Nr. 45 von 1724 des Postkurses Chemnitz–Stollberg–Zwönitz–Schwarzenberg–Johanngeorgenstadt in Niederzwönitz. | 09304955                 |
| Weitere Bilder                          | Kursächsische Distanzsäule Zwönitz                                    | Zwönitz (Karte)                                | 1727      | Rekonstruktion (1970) einer Kursächsischen Distanzsäule von 1727 auf dem Markt von Zwönitz. | 09238493                 |

### Landkreis Görlitz
Karte mit allen Koordinaten des Abschnitts Landkreis Görlitz: OSM

| Bild           | Bezeichnung                                       | Lage                | Datierung | Beschreibung | ID                       |
| -------------- | ------------------------------------------------- | ------------------- | --------- | --- | ------------------------ |
| Weitere Bilder | Kursächsische Distanzsäule Löbau (Promenadenring) | Löbau (Karte)       | 1725      | Nachbildung (1993) der Kursächsischen Distanzsäule von 1725 an der Ecke Bahnhofstraße/Promenadenring (ehem. Görlitzer Tor) in Löbau. Das originale Wappenstück befindet sich m Stadtmuseum Löbau.                               | 09304977                 |
| Weitere Bilder | Kursächsische Distanzsäule Löbau (Neumarkt)       | Löbau (Karte)       | 1725      | Nachbildung (1957) der Kursächsischen Distanzsäule von 1725 am Neumarkt (ehem. Bautzner Tor) in Löbau. | 09222476                 |
| Weitere Bilder | Kursächsische Distanzsäule Löbau (Theaterplatz)   | Löbau (Karte)       | 1725      | Nachbildung (1993) der Kursächsischen Distanzsäule von 1725 am Theaterplatz (ehem. Zittauer Tor) in Löbau. | 09222325                 |
| Weitere Bilder | Kursächsische Ganzmeilensäule Rennersdorf         | Rennersdorf (Karte) | 1725      | Reststück der Kursächsischen Ganzmeilensäule Nr. 92 von 1725 vom Postkurs Dresden – Bautzen – Löbau – Zittau auf einem Privatgrundstück in Rennersdorf (O.L.). Diese stand ursprünglich in der Nähe von Euldorf im „Eulenholz“. | Wikidata-Objekt anzeigen |

### Landkreis Leipzig
Karte mit allen Koordinaten des Abschnitts Landkreis Leipzig: OSM

| Bild                                    | Bezeichnung                                              | Lage                             | Datierung | Beschreibung | ID                       |
| --------------------------------------- | -------------------------------------------------------- | -------------------------------- | --------- | --- | ------------------------ |
| Weitere Bilder                          | Kursächsischer Viertelmeilenstein Bad Lausick            | Bad Lausick (Karte)              | 1722      | Kursächsischer Viertelmeilenstein Nr. 39 von 1722 ehemaliger Standort in Heinersdorf, steht heute in der Straße der Einheit Bad Lausick. | 08967094                 |
| Weitere Bilder                          | Kursächsische Ganzmeilensäule Ballendorf                 | Ballendorf (Bad Lausick) (Karte) | 1722      | Kursächsische Ganzmeilensäule Nr. 36 von 1722 der Poststraße Leipzig - Colditz an der B 176 in Ballendorf (Bad Lausick). | 08972185                 |
| Weitere Bilder                          | Kursächsischer Viertelmeilenstein Bernbruch              | Bernbruch (Karte)                | 1722      | Kursächsischer Viertelmeilenstein Nr. 3 von 1722 der alten Poststraße Borna-Wermsdorf-Moritzburg-Dresden vor der südlichen Kirchhofsmauer in Bernbruch. | 09256963                 |
| Direkt Bild zu diesem Denkmal hochladen | Kursächsischer Viertelmeilenstein Berndorf               | Berndorf (Karte)                 | 1722      | Kursächsischer Viertelmeilenstein Nr. 49 von 1722 der Poststraße Borna-Lobstädt-Schleenhain-Berndorf-Langendorf-Töglitz-Zeitz auf dem Dorfplatz in Berndorf (Groitzsch). Originalstandort war am Zollhaus von Lucka der ehemaligen Amts-Grenze zwischen Borna und Greiz. | 09258330                 |
| Weitere Bilder                          | Kursächsische Halbmeilensäule Borna                      | Borna (Karte)                    | 1722      | Rekonstruktion (1970/1980) der Kursächsischen Halbmeilensäule Nr. 42 von 1722 im Reichssteinweg (Borna) vor dem Reichstor. Die Säule war Teil der Poststraße Borna-Colditz und stand ursprünglich im sog. „Königlichen Fürsten-Holtze“.                                  | 09258978                 |
| Weitere Bilder                          | Kursächsischer Viertelmeilenstein Colditz                | Colditz (Karte)                  | 1722      | Eingemauertes Reststück eines Kursächsischen Viertelmeilensteines von 1722 im Giebel eines Seitengebäudes des Forstamtes (Lausicker Straße) in Colditz. | Wikidata-Objekt anzeigen |
| Weitere Bilder                          | Kursächsischer Viertelmeilenstein Leisenau               | Leisenau (Karte)                 | 1722      | Kursächsischer Viertelmeilenstein Nr. 35 der Poststraße Dresden-Nossen-Waldheim-Colditz-Grimma-Leipzig von 1722 im OT Leisenau. | 08974914                 |
| Weitere Bilder                          | Kursächsische Distanzsäule Frohburg                      | Frohburg (Karte)                 | 1727      | Nachbildung (1962) einer Kursächsischen Distanzsäule von 1727 der Poststraße Leipzig – Borna – Penig – Chemnitz in Frohburg. Das letztes Originalteil (Wappenstück) befindet sich im Schlossmuseum Frohburg                                                              | 08971329                 |
| Weitere Bilder                          | Kursächsische Distanzsäule Geithain (Stadtpark/Untertor) | Geithain (Karte)                 | 1727      | Nachbildung (1980) einer Kursächsischen Distanzsäule von 1727 im Stadtpark von Geithain am Untertor in der Leipziger Straße. Das originales Wappenstück befindet sich auf der Festung Königstein.                                                                        | 08970916                 |
| Weitere Bilder                          | Kursächsische Distanzsäule Geithain (ehem. Obertor)      | Geithain (Karte)                 | 1727      | Kursächsische Distanzsäule von 1727 in der Dresdener Straße von Geithain am ehemaligen Obertor. | 08971075                 |
| Weitere Bilder                          | Kursächsische Distanzsäule Grimma                        | Grimma (Karte)                   | 1723      | Nachbildung (1997) der Kursächsischen Distanzsäule vom ehem. Leipziger Tor bez. 1723 am Schwanenteich in Grimma. | 09304979                 |
| Direkt Bild zu diesem Denkmal hochladen | Kursächsischer Viertelmeilenstein Großpösna              | Großpösna (Karte)                | 1723      | Nachbildung (2024) des Kursächsischen Viertelmeilensteins Nr. 45 von 1723 in Großpösna. | Wikidata-Objekt anzeigen |
| Weitere Bilder                          | Kursächsische Distanzsäule Mutzschen                     | Mutzschen (Karte)                | 1723      | Nachbildung (1955) einer Kursächsischen Distanzsäule von 1723 auf dem Markt in Mutzschen. Ein originaler Teil des Schriftblockes befindet sich im Museum von Mutzschen.                                                                                                  | 08974246                 |
| Weitere Bilder                          | Kursächsische Distanzsäule Pegau                         | Pegau (Karte)                    | 1723      | Nachbildung (1969) einer Kursächsischen Distanzsäule von 1723 vom ehemaligen Leipziger Tor in Pegau. Den Originalschriftblock verwendete die Künstlerin Erika Zuchold 2010 für das Kunstwerk „Distanz-Säule“ in der Stadt Pegau.                                         | 09257556                 |
| Weitere Bilder                          | Kursächsischer Viertelmeilenstein Pomßen                 | Pomßen (Karte)                   | 1722      | Kursächsischer Viertelmeilenstein mit Reihennummer 41 von 1722 der Poststraße Leipzig-Grimma in Pomßen. | 08965873                 |
| Weitere Bilder                          | Kursächsischer Viertelmeilenstein Seifertshain           | Seifertshain (Karte)             | 1722      | Kursächsischer Viertelmeilenstein Nr. 47 von 1722 der Poststraße Dresden–Waldheim–Colditz–Grimma–Leipzig in Seifertshain (Großpösna). | 09259461                 |
| Weitere Bilder                          | Kursächsische Halbmeilensäule Steinbach                  | Steinbach (Bad Lausick) (Karte)  | 1722      | Nachbildung (1980) der Kursächsischen Halbmeilensäule Nr. 6 von 1722 der Poststraße von Grimma nach Borna in Steinbach (Bad Lausick). | 08972250                 |
| Weitere Bilder                          | Kursächsische Distanzsäule Wurzen                        | Wurzen (Karte)                   | 1724      | Nachbildung (1984) einer Kursächsischen Distanzsäule von 1724 in der Dresdener Straße (ehem. Wenzelstor) in Wurzen. | 09255270                 |

### Stadt Leipzig
Karte mit allen Koordinaten des Abschnitts Stadt Leipzig: OSM

| Bild           | Bezeichnung                               | Lage            | Datierung | Beschreibung | ID       |
| -------------- | ----------------------------------------- | --------------- | --------- | --- | -------- |
| Weitere Bilder | Kursächsischer Viertelmeilenstein Miltitz | Miltitz (Karte) | 1732      | Reststück eines Kursächsischen Viertelmeilensteins von 1732 mit der Reihennummer 3 in der Grundstücksmauer Mittelstraße 10 in Miltitz (Leipzig). | 09259556 |
| Weitere Bilder | Kursächsische Ganzmeilensäule Miltitz     | Miltitz (Karte) | 1722      | Reststück einer Kursächsischen Ganzmeilensäule von 1722 mit der Reihennummer 4 in der Grundstücksmauer Mittelstraße 10 in Miltitz (Leipzig).     | 09259556 |

### Landkreis Meißen
Karte mit allen Koordinaten des Abschnitts Landkreis Meißen: OSM

| Bild                                    | Bezeichnung                                                                              | Lage                         | Datierung | Beschreibung | ID                       |
| --------------------------------------- | ---------------------------------------------------------------------------------------- | ---------------------------- | --------- | --- | ------------------------ |
| Weitere Bilder                          | Kursächsische Ganzmeilensäule Altzella                                                   | Altzella (Karte)             | 1727      | Kursächsische Ganzmeilensäule Nr. 16 von 1727 vom Postkurs Dresden–Nossen-Chemnitz an der S 36 unweit vom Kloster Altzella. | 09303308                 |
| Weitere Bilder                          | Kursächsische Distanzsäule Großenhain                                                    | Großenhain (Karte)           | 1723      | Nachbildung (2008) einer Kursächsischen Distanzsäule von 1723 in der Dresdner Straße (vor dem ehem. Dresdner Tor) in Großenhain. | 09304916                 |
| Direkt Bild zu diesem Denkmal hochladen | Kursächsischer Viertelmeilenstein Großenhain                                             | Großenhain (Karte)           | 1722      | Nachbildung (2024) des Kursächsischen Viertelmeilensteins Nr. 47 von 1722 in der Hohe Straße in Großenhain. | Wikidata-Objekt anzeigen |
| Weitere Bilder                          | Kursächsische Distanzsäule Lommatzsch                                                    | Lommatzsch (Karte)           | 1726      | Nachbildung (1990) einer Kursächsischen Distanzsäule von 1726 Am Markt in Lommatzsch. | 09304233                 |
| Weitere Bilder                          | Kursächsische Distanzsäule Meißen                                                        | Niederfähre (Meißen) (Karte) | 1722      | Nachbildung (2004) einer Kursächsischen Distanzsäule von 1722 vom Elbtor vor der Elbbrücke am rechten Elbufer in Meißen. | 09304919                 |
| Weitere Bilder                          | Kursächsische Distanzsäule Moritzburg (westliche Postmeilensäule an der Schlossauffahrt) | Moritzburg (Karte)           | 1730      | Rekonstruktion (2007) einer Kursächsischen Distanzsäule von 1730 als Bestandteil der Schlossanlage Moritzburg. | 09307294                 |
| Weitere Bilder                          | Kursächsische Distanzsäule Moritzburg (östliche Postmeilensäule an der Schlossauffahrt)  | Moritzburg (Karte)           | 1730      | Rekonstruktion (2007) einer Kursächsischen Distanzsäule von 1730 als Bestandteil der Schlossanlage Moritzburg. | 09307293                 |
| Weitere Bilder                          | Kursächsische Distanzsäule Nossen                                                        | Nossen (Karte)               | 1727      | Nachbildung (2000) einer Kursächsischen Distanzsäule von 1727 auf dem Markt von Nossen. | 09302743                 |
| Weitere Bilder                          | Kursächsische Halbmeilensäule Nossen                                                     | Nossen (Karte)               | 1722      | Kursächsische Halbmeilensäule Nr. 14 von 1722 an der Waldheimer Straße in Nossen. | 09267057                 |
| Weitere Bilder                          | Kursächsischer Viertelmeilenstein Quersa                                                 | Quersa (Karte)               | 1722      | Nachbildung (2020) des Kursächsischen Viertelmeilensteins Nr. 51 von 1722 vor dem Dorfgemeinschaftshaus in Quersa. Nebenstehend das originale Reststück. Ursprünglicher Standort an der Poststraße im Zuge der Via Regia bei Quersa.                          | Wikidata-Objekt anzeigen |
| Weitere Bilder                          | Kursächsische Distanzsäule Radeburg                                                      | Radeburg (Karte)             | 1728      | Kursächsische Distanzsäule von 1728 vor dem Stadthaus (ehem. Herrenhaus des Rittergutes Radeburg) in der Heinrich-Zille-Straße von Radeburg. | 09288112                 |
| Weitere Bilder                          | Kursächsische Ganzmeilensäule Schönfeld (Meißen)                                         | Schönfeld (Karte)            | 1722      | Rekonstruktion (1981) der Kursächsischen Ganzmeilensäule Nr. 52 aus dem Jahr 1722 vom Postkurs Leipzig – Breslau in Schönfeld (Landkreis Meißen). | 08957140                 |
| Weitere Bilder                          | Kursächsischer Viertelmeilenstein Skassa                                                 | Skassa (Karte)               | 1722      | Nachbildung (2004) des Kursächsischen Viertelmeilensteins Nr. 47 von 1722 vom Postkurs Leipzig – Breslau im Zuge der Via Regia an der Gedenkstätte für Adam Friedrich Zürner in Skassa (Großenhain).                                                          | 09304918                 |
| Weitere Bilder                          | Kursächsische Distanzsäule Strehla                                                       | Strehla (Karte)              | 1729      | Nachbildung (1961) einer Kursächsische Distanzsäule von 1729 vom ehemaligen Oschatzer Tor auf dem Markt von Strehla. | 09267313                 |
| Weitere Bilder                          | Kursächsischer Viertelmeilenstein Thiendorf                                              | Thiendorf (Karte)            | 1722      | Nachbildung (1986) des Kursächsischen Viertelmeilensteins Nr. 53 von 1722 vom ehem. Postkurs Leipzig – Breslau im Zuge der Via Regia gelegenen Thiendorf. Ein nicht mehr restaurierbares Originalteil von 1722 wurde in einem Lapidarium in Meißen gesichert. | 08956695                 |

### Landkreis Mittelsachsen
Karte mit allen Koordinaten des Abschnitts Landkreis Mittelsachsen: OSM

| Bild           | Bezeichnung                                            | Lage                               | Datierung | Beschreibung | ID                       |
| -------------- | ------------------------------------------------------ | ---------------------------------- | --------- | --- | ------------------------ |
| Weitere Bilder | Kursächsische Halbmeilensäule Claußnitz                | Claußnitz (Karte)                  | 1726      | Kursächsische Halbmeilensäule Nr. 6 der Poststraße Rochlitz – Chemnitz von 1726 in Claußnitz. | 09232837                 |
| Weitere Bilder | Kursächsische Ganzmeilensäule Diethensdorf             | Diethensdorf (Karte)               | 1726      | Nachbildung (1992) der Kursächsische Ganzmeilensäule Nr. 8 der Poststraße Rochlitz - Chemnitz von 1726 in Diethensdorf.                                                                                         | 09232885                 |
| Weitere Bilder | Kursächsische Ganzmeilensäule Erlau                    | Erlau (Karte)                      | 1722      | Nachbildung (2008) der Kursächsischen Ganzmeilensäule Nr. 4 der Poststraße Rochlitz-Mittweida von 1722 in Erlau. Ein erhalten gebliebenes Originalteil befindet sich neben der Nachbildung.                     | 09299775                 |
| Weitere Bilder | Kursächsischer Viertelmeilenstein Falkenau             | Falkenau (Karte)                   | 1722      | Kursächsischer Viertelmeilenstein Nr. 25 der Poststraße Dresden – Hof von 1722 in Falkenau (Flöha). | 09240725                 |
| Weitere Bilder | Kursächsische Distanzsäule Frankenberg                 | Frankenberg (Karte)                | 1725      | Nachbildung (1969) einer Kursächsischen Distanzsäule von 1725 auf dem Markt Frankenberg/Sachsen. | 09244070                 |
| Weitere Bilder | Kursächsische Distanzsäule Frauenstein                 | Frauenstein (Karte)                | 1725      | Nachbildung (1984) der Distanzsäule von 1725 auf dem Markt, Originalteile im Stadt- und Gottfried-Silbermann-Museum im Schloss (Wappen) und im Bauhof der Stadt (Sockel).                                       | 09206536                 |
| Weitere Bilder | Kursächsische Distanzsäule Freiberg (Peterstor)        | Freiberg (Karte)                   | 1723      | Kursächsische Distanzsäule von 1723 in der Petersstraße in Freiberg. | 09200613                 |
| Weitere Bilder | Kursächsische Distanzsäule Freiberg (Erbisches Tor)    | Freiberg (Karte)                   | 1723      | Kursächsische Distanzsäule von 1723 in der Hornstraße in Freiberg. | 09200395                 |
| Weitere Bilder | Kursächsische Distanzsäule Freiberg (Meißner Tor)      | Freiberg (Karte)                   | 1723      | Kursächsische Distanzsäule von 1723 in der Meißner Gasse in Freiberg. | 09200663                 |
| Weitere Bilder | Kursächsischer Viertelmeilenstein Garnsdorf            | Garnsdorf (Karte)                  | 1726      | Nachbildung (1997) des Kursächsischen Viertelmeilensteins Nr. 5 der Poststraße Chemnitz–Rochlitz von 1726 in Garnsdorf (Lichtenau).                                                                             | 09232958                 |
| Weitere Bilder | Kursächsische Distanzsäule Geringswalde                | Geringswalde (Karte)               | 1727      | Rekonstruktion (1983) einer Kursächsische Distanzsäule von 1727 an der Bahnhofstraße in Geringswalde. Originales Wappenstück und Schriftblock befinden sich im Museum Schoss Rochlitz.                          | 09236394                 |
| Weitere Bilder | Kursächsische Halbmeilensäule Hartha                   | Hartha (Karte)                     | 1722      | Nachbildung (1998) der Kursächsischen Halbmeilensäule Nr. 26 von 1722 in Hartha. Originale Reststücke befinden sich im Museum für Industriegeschichte Hartha.                                                   | 09248034                 |
| Weitere Bilder | Kursächsischer Viertelmeilenstein Kaltofen             | Kaltofen (Karte)                   | 1727      | Nachbildung (2006) des Kursächsischen Viertelmeilensteines Nr. 21 von 1727 vom Postkurs Nossen – Chemnitz im OT Kaltofen, Ortsausgang nach Hainichen.                                                           | 09304933                 |
| Weitere Bilder | Kursächsische Ganzmeilensäule Langenau                 | Langenau (Brand-Erbisdorf) (Karte) | 1727      | Nachbildung (2008) der Kursächsischen Ganzmeilensäule Nr. 20 von 1727 der Poststraße Annaberg - Wolkenstein - Lengefeld - Freiberg (Silberwagenweg) in Langenau (Brand-Erbisdorf).                              | 08991302                 |
| Weitere Bilder | Kursächsische Distanzsäule Leisnig                     | Leisnig (Karte)                    | 1727      | Kursächsische Distanzsäule von 1727 am Lindenplatz in Leisnig. Das originale Wappenstück befindet sich im Museum Burg Mildenstein.                                                                              | 08967235                 |
| Weitere Bilder | Kursächsische Ganzmeilensäule Marbach                  | Marbach (Striegistal) (Karte)      | 1722      | Nachbildung (2010) der Kursächsischen Ganzmeilensäule Nr. 16 von 1722 vom Postkurs Nossen – Waldheim in Marbach (Striegistal).                                                                                  | Wikidata-Objekt anzeigen |
| Weitere Bilder | Kursächsische Distanzsäule Mittweida                   | Mittweida (Karte)                  | 1725      | Rekonstruktion (1969) einer Kursächsische Distanzsäule von 1725 am Markt in Mittweida. | 09237017                 |
| Weitere Bilder | Kursächsischer Viertelmeilenstein Mühlau               | Mühlau (Karte)                     | 1725      | Kursächsischer Viertelmeilenstein Nr. 29 von 1725 an der B 95 in Mühlau. | 09304884                 |
| Weitere Bilder | Kursächsische Ganzmeilensäule Niederwiesa              | Niederwiesa (Karte)                | 1725      | Nachbildung (1965) der Kursächsischen Ganzmeilensäule Nr. 28 von 1725 vom Postkurs Dresden – Hof in Niederwiesa.                                                                                                | 09240030                 |
| Weitere Bilder | Kursächsische Halbmeilensäule Oederan                  | Oederan (Karte)                    | 1722      | Kursächsische Halbmeilensäule Nr. 22 von 1722 der ehemaligen Poststraße Dresden – Hof an der B 173 in Oederan. Der Originalstandort war am Ortsausgang Richtung Freiberg.                                       | 09241024                 |
| Weitere Bilder | Kursächsische Ganzmeilensäule Pappendorf               | Pappendorf (Karte)                 | 1727      | Nachbildung (2006) der Kursächsischen Ganzmeilensäule Nr. 20 von 1727 vom Postkurs Nossen – Chemnitz in Pappendorf.Der originale Schaftteil befindet sich in der Kirche von Pappendorf.                         | 09304928                 |
| Weitere Bilder | Kursächsischer Viertelmeilenstein Papenburg            | Pappendorf (Karte)                 | 1727      | Nachbildung (2006) des Kursächsischen Viertelmeilensteins Nr. 19 von 1727 vom Postkurs Nossen – Chemnitz in Pappendorf.                                                                                         | 09304929                 |
| Weitere Bilder | Kursächsische Distanzsäule Penig                       | Penig (Karte)                      | 1732      | Nachbildung (1988) der Kursächsische Distanzsäule von 1732 der Poststraße Leipzig-Chemnitz-Annaberg in Penig. Die Säule stand ursprünglich am Topfanger vor dem ehemaligen Chemnitzer Tor.                      | 09235138                 |
| Weitere Bilder | Kursächsische Distanzsäule Burgstraße Rochlitz         | Rochlitz (Karte)                   | 1722      | Rekonstruktion (1820) der Kursächsische Distanzsäule von 1722 vom ehemaligen Obertor in der Burgstraße von Rochlitz. Das Wappenstück wurde 1820 in ein königl. sächsisches Wappen umgearbeitet.                 | 09305158                 |
| Weitere Bilder | Kursächsische Distanzsäule Clemens-Pfau-Platz Rochlitz | Rochlitz (Karte)                   | 1722      | Rekonstruktion (2007) der Kursächsische Distanzsäule von 1722 vom ehemaligen Untertor am Clemens-Pfau-Platz von Rochlitz.                                                                                       | 09235341                 |
| Weitere Bilder | Kursächsische Ganzmeilensäule Rochlitz                 | Rochlitz (Karte)                   | 1722      | Rekonstruktion (2012) der Kursächsischen Ganzmeilensäule Nr. 16 von 1722 in der Chemnitzer Straße von Rochlitz. Das originale Schaftteil, dieser Säule war vorher in der Scheune Chemnitzer Str. 1 eingemauert. | 09306954                 |
| Weitere Bilder | Kursächsischer Viertelmeilenstein Rochlitz             | Rochlitz (Karte)                   | 1722      | Vermauertes Reststückes eines Kursächsischen Viertelmeilensteines von 1722 in der Giebelwand einer Scheune Chemnitzer Straße 1 in Rochlitz.                                                                     | Wikidata-Objekt anzeigen |
| Weitere Bilder | Kursächsische Distanzsäule Roßwein                     | Roßwein (Karte)                    | 1731      | Nachbildung (2000) einer Kursächsischen Distanzsäule von 1731 auf dem Markt von Roßwein. Ein originales Reststück der Säule befindet sich im Roßweiner Museum.                                                  | 09304924                 |
| Weitere Bilder | Kursächsische Distanzsäule Waldheim                    | Waldheim (Karte)                   | 1724      | Nachbildung (2001) einer Kursächsischen Distanzsäule von 1724 auf dem Niedermarkt von Waldheim. | 09304980                 |

### Landkreis Nordsachsen
Karte mit allen Koordinaten des Abschnitts Landkreis Nordsachsen: OSM

| Bild           | Bezeichnung                                                 | Lage                         | Datierung | Beschreibung | ID                       |
| -------------- | ----------------------------------------------------------- | ---------------------------- | --------- | --- | ------------------------ |
| Weitere Bilder | Kursächsische Distanzsäule Belgern                          | Belgern (Karte)              | 1730      | Nachbildung (1966) der wappengeschmückten Kursächsischen Distanzsäule von 1730 der Poststraße Wittenberg - Dresden auf dem Marktplatz von Belgern. Der Originalschriftblock und das originale Wappenstück befinden sich im städtischen Heimatmuseum.          | 09286126                 |
| Weitere Bilder | Kursächsische Distanzsäule Delitzsch Roßplatz               | Delitzsch (Karte)            | 1730      | Nachbildung (1974) einer Distanzsäule der Poststraßen Leipzig – Calbe – Magdeburg sowie Leipzig – Dessau von 1730 auf dem Roßplatz von Delitzsch. | 08971609                 |
| Weitere Bilder | Kursächsische Distanzsäule Delitzsch Tiergarten             | Delitzsch (Karte)            | 1730      | Rekonstruktion (1890) einer Kursächsischen Distanzsäule von 1730 der Poststraßen Leipzig – Calbe – Magdeburg sowie Leipzig – Dessau, ehemaliger Standort Roßplatz, wurde nach Anfertigung einer Nachbildung für den Roßplatz 1974 in den Tiergarten versetzt. | 08971609                 |
| Weitere Bilder | Kursächsische Distanzsäule Eilenburg                        | Eilenburg (Karte)            | 1724      | Nachbildung (2012) einer Kursächsischen Distanzsäule von 1724 in Eilenburg. | 09304915                 |
| Weitere Bilder | Kursächsische Halbmeilensäule Eisenhammer Tornau (Original) | Bad Düben, Tiefensee (Karte) | 1723      | Originalteile der Kursächsischen Halbmeilensäule Nr.18 von Eisenhammer (Tornau) eingemauert an der Einfahrt zur Bockwindmühle Tiefensee. | Wikidata-Objekt anzeigen |
| Weitere Bilder | Kursächsische Halbmeilensäule Grebehna                      | Grebehna (Wiedemar) (Karte)  | 1722      | Restauriertes Reststück der Kursächsischen Halbmeilensäule Nr. 8 der ehemaligen Landstraße Leipzig – Landsberg von 1722 in Grebehna (Wiedemar). | 09304874                 |
| Weitere Bilder | Kursächsischer Viertelmeilenstein Grebehna                  | Grebehna (Wiedemar) (Karte)  | 1722      | Kursächsischer Viertelmeilenstein Nr. 5 der ehemaligen Landstraße Leipzig – Landsberg von 1722 in Grebehna (Wiedemar). | 08972603                 |
| Weitere Bilder | Kursächsische Distanzsäule Mügeln                           | Mügeln (Karte)               | 1726      | Nachbildung (1979) einer Kursächsischen Distanzsäule von 1726 am Schulplatz (ehemaliges Lommatzscher Stadttor) in Mügeln. | 08965704                 |
| Weitere Bilder | Kursächsischer Viertelmeilenstein Noitzsch                  | Noitzsch (Karte)             | 1722      | Kursächsischer Viertelmeilenstein mit Reihennummer 7 von 1722 der Poststraße Leipzig–Wittenberg an der B2 am Abzweig nach Noitzsch. | 08974344                 |
| Weitere Bilder | Kursächsische Distanzsäule Oschatz                          | Oschatz (Karte)              | 1724      | Nachbildung (2014) einer Kursächsischen Distanzsäule von 1724 am Ende der Brüderstraße (ehemaliges Brüdertor) in Oschatz. | 09307204                 |
| Weitere Bilder | Kursächsische Ganzmeilensäule Taucha                        | Taucha (Karte)               | 1723      | Nachbildung (2024) der Kursächsischen Ganzmeilensäule Nr. 4 von 1723 der Poststraße Leipzig-Eilenburg-Torgau vom Postkurs Leipzig-Breslau im Zuge der Via Regia an der B 87 in Taucha.                                                                        | Wikidata-Objekt anzeigen |
| Weitere Bilder | Kursächsischer Viertelmeilenstein Torgau                    | Torgau (Karte)               | 1783      | Kursächsischer Viertelmeilenstein von 1783 in Torgau im Stadtmuseum „Alte Kanzlei“. Ursprünglicher Standort Eilenburger Straße, ca. 150 m westlich des ehemaligen Gasthofes zum „Schwarzen Bär“.                                                              | Wikidata-Objekt anzeigen |
| Weitere Bilder | Kursächsische Halbmeilensäule Wermsdorf                     | Wermsdorf (Karte)            | 1724      | Kursächsische Halbmeilensäule Nr. 18 von 1724 vom Postkurs Leipzig – Wurzen – Wermsdorf – Stauchitz – Meißen – Dresden an der S 42 (Alte Poststraße) im Wermsdorfer Forst.                                                                                    | 08974237                 |

### Landkreis Sächsische Schweiz-Osterzgebirge
Karte mit allen Koordinaten des Abschnitts Landkreis Sächsische Schweiz-Osterzgebirge: OSM

| Bild                                    | Bezeichnung                                        | Lage                                    | Datierung   | Beschreibung | ID                       |
| --------------------------------------- | -------------------------------------------------- | --------------------------------------- | ----------- | --- | ------------------------ |
| Weitere Bilder                          | Kursächsische Distanzsäule Altenberg               | Altenberg (Karte)                       | 1722        | Nachbildung (1987) einer Kursächsischen Distanzsäule von 1722 in Altenberg (Erzgebirge). Das originale Wappenstück befindet sich im Osterzgebirgsmuseum Schloss Lauenstein. | 09277669                 |
| Weitere Bilder                          | Kursächsische Distanzsäule Bad Gottleuba           | Bad Gottleuba (Karte)                   | 1731        | Kursächsische Distanzsäule von 1731 auf dem Markt von Bad Gottleuba. | 09223281                 |
| Weitere Bilder                          | Kursächsische Distanzsäule Bärenstein (Altenberg)  | Bärenstein (Altenberg) (Karte)          | 1734        | Kursächsische Distanzsäule von 1734 auf dem Marktplatz. Sie dürfte die älteste original an ihrem Standort und auf dem Originalfundament erhaltene Distanzsäule sein. Nur die Spitze wurde bisher erneuert. | 09278656                 |
| Weitere Bilder                          | Kursächsische Distanzsäule Berggießhübel           | Berggießhübel (Karte)                   | 1727        | Nachbildung (1957) einer Kursächsischen Distanzsäule von 1727 in Berggießhübel nähe der Gottleuba-Brücke. Originalteile befinden sich im Osterzgebirgsmuseum Schloss Lauenstein in Lauenstein. Die an der Straße nach Bahratal befindliche etwa 270-jährige so genannte Prinzessinnensäule ist keine Postmeilensäule, sondern eine Schmucksäule, die für die Kurgäste aufgestellt wurde. | 09223852                 |
| Weitere Bilder                          | Kursächsischer Viertelmeilenstein Borna (Bahretal) | Borna (Bahretal) (Karte)                | 1729        | Nachbildung (2012) des Kursächsischen Viertelmeilensteins Nr. 11 von 1729 der Alten Dresden-Teplitzer Poststraße bei Borna (Bahretal). | 09307192                 |
| Weitere Bilder                          | Kursächsischer Viertelmeilenstein Börnersdorf      | Börnersdorf (Karte)                     | 1732        | Kursächsischer Viertelmeilenstein Nr. 15 von 1732 der Alten Dresden-Teplitzer Poststraße in Börnersdorf. | 09224782                 |
| Weitere Bilder                          | Kursächsische Halbmeilensäule Börnersdorf          | Börnersdorf (Karte)                     | 1732        | Rekonstruktion (1988) der Kursächsischen Halbmeilensäule Nr. 14 von 1732 der Alten Dresden-Teplitzer Poststraße in Börnersdorf. | 09224780                 |
| Weitere Bilder                          | Kursächsische Ganzmeilensäule Breitenau            | Breitenau (Karte)                       | 1732        | Nachbildung (1985) der Kursächsischen Ganzmeilensäule Nr. 16 aus dem Jahr 1732 der Alten Dresden-Teplitzer Poststraße bei Breitenau (Bad Gottleuba-Berggießhübel). Das Original steht heute in der örtlichen Dorfkirche. | 09224815                 |
| Weitere Bilder                          | Kursächsische Distanzsäule Dippoldiswalde          | Dippoldiswalde (Karte)                  | 1723        | Nachbildung (2004) einer Kursächsischen Distanzsäule von 1723 vom ehem. Obertor am Obertorplatz in Dippoldiswalde. | 09304963                 |
|                                         | Kursächsischer Viertelmeilenstein Dippoldiswalde   | Pfortenberg Dippoldiswalde (Karte)      | 1723        | Kursächsischer Viertelmeilenstein (Primitivform) Nr. 9 von 1723 der Obergebirgischen Poststraße am Pfortenberg in Dippoldiswalde. Ursprünglicher Standort in der Glashütter Straße Dippoldiswalde. | 08962953                 |
| Weitere Bilder                          | Kursächsische Distanzsäule Dohna                   | Dohna (Karte)                           | 1731        | Nachbildung (2006) einer Kursächsischen Distanzsäule von 1731 der Alten Dresden-Teplitzer Poststraße auf dem Markt von Dohna. | 09221502                 |
| Weitere Bilder                          | Kursächsischer Viertelmeilenstein Dohna            | Dohna (Karte)                           | 1732        | Kursächsischer Viertelmeilenstein Nr. 7 von 1732 der Alten Dresden-Teplitzer Poststraße in Dohna. | 09221535                 |
| Weitere Bilder                          | Kursächsische Halbmeilensäule Fürstenwalde         | Fürstenwalde (Karte)                    | 1729        | Kursächsische Halbmeilensäule Nr. 18 von 1729 der Alten Dresden-Teplitzer Poststraße an der K 9035 bei Fürstenwalde (Altenberg). | 09277535                 |
| Weitere Bilder                          | Kursächsischer Viertelmeilenstein Fürstenwalde     | Fürstenwalde (Karte)                    | 1729        | Nachbildung (2012) des Kursächsischen Viertelmeilensteins Nr. 19 von 1729 der Alten Dresden-Teplitzer Poststraße in der Müglitzstraße Fürstenwalde (Altenberg). | 09307188                 |
| Weitere Bilder                          | Kursächsische Distanzsäule Geising                 | Geising (Karte)                         | 1734        | Nachbildung (1987) einer Kursächsischen Distanzsäule von 1734 in Geising (Altenberg). | 09277441                 |
| Weitere Bilder                          | Kursächsische Distanzsäule Glashütte               | Glashütte (Sachsen) (Karte)             | 1734        | Rekonstruktion (1981) einer Kursächsischen Distanzsäule von 1734 in Glashütte (Sachsen). | 09278229                 |
| Weitere Bilder                          | Kursächsische Ganzmeilensäule Göppersdorf          | Göppersdorf (Bahretal) (Karte)          | 1729        | Rekonstruktion (1965) der Kursächsischen Ganzmeilensäule Nr. 12 von 1729 der Alten Dresden-Teplitzer Poststraße bei Göppersdorf (Bahretal). Das Original des Schaftes und der Spitze werden im Museum Schloss Kuckuckstein in Liebstadt aufbewahrt. | 09224775                 |
| Weitere Bilder                          | Kursächsischer Viertelmeilenstein Göppersdorf      | Göppersdorf (Bahretal) (Karte)          | 1729        | Nachbildung (2012) des Kursächsischen Viertelmeilensteins Nr. 13 von 1729 der Alten Dresden-Teplitzer Poststraße bei Göppersdorf (Bahretal). | 09307189                 |
| Weitere Bilder                          | Kursächsische Distanzsäule Grillenburg             | Grillenburg (Tharandt) (Karte)          | 1730        | Nachbildung (1964) einer Kursächsische Distanzsäule von 1730 aus Tharandt, die nach dem Hochwasser 2002 abgebaut werden musste und 2014 im Ortsteil Grillenburg wiederaufgestellt wurde. In Tharandt steht auf dem Markt eine neue Nachbildung von 2006. | Wikidata-Objekt anzeigen |
| Weitere Bilder                          | Kursächsische Halbmeilensäule Grumbach             | Grumbach (Wilsdruff) (Karte)            | 1723        | Nachbildung (2011) der Halbmeilensäule Nr. 6 von 1723 vom Postkurs Dresden – Hof in Grumbach (Wilsdruff). | 09304961                 |
| Weitere Bilder                          | Kursächsische Ganzmeilensäule Hellendorf           | Hellendorf (Karte)                      | vor 1820    | Aus Teilen einer Kursächsischen Ganzmeilensäule neu errichtete Meilensäule (genannt „Grenz-Säule“) mit sächsischem Wappen an der Neuen Dresden-Teplitzer Poststraße am Grenzübergang bei Hellendorf (Bad Gottleuba-Berggießhübel). | 09307292                 |
| Weitere Bilder                          | Kursächsische Distanzsäule Königstein              | Königstein (Sächsische Schweiz) (Karte) | 1727        | Rekonstruktion (1976) einer Kursächsischen Distanzsäule von 1727 in Königstein. Das originale Wappenstück befindet sich im Museum Schloss Lauenstein. | 09222863                 |
| Weitere Bilder                          | Kursächsischer Viertelmeilenstein Liebenau         | Liebenau (Altenberg) (Karte)            | 1729        | Nachbildung (1992) des Kursächsischen Viertelmeilensteins Nr. 17 von 1729 der Alten Dresden-Teplitzer Poststraße am Nordeingang des Waldstückes Harthewald bei Liebenau (Altenberg). Das Original befindet sich im Osterzgebirgsmuseum Schloss Lauenstein (Stand 08/2006). | 09304932                 |
| Weitere Bilder                          | Kursächsische Distanzsäule Liebstadt               | Liebstadt (Karte)                       | 1732        | Nachbildung (2019) einer Kursächsischen Distanzsäule von 1732 der Alten Dresden-Teplitzer Poststraße auf dem Markt von Liebstadt. | 09307187                 |
| Weitere Bilder                          | Kursächsische Ganzmeilensäule Meusegast            | Meusegast (Karte)                       | 1729        | Nachbildung (1996) der Kursächsischen Ganzmeilensäule Nr. 8 von 1729 der Alten Dresden-Teplitzer Poststraße an der Teplitzer Poststraße bei Meusegast. | 09223158                 |
| Weitere Bilder                          | Kursächsische Halbmeilensäule Niederseidewitz      | Nentmannsdorf, Niederseidewitz (Karte)  | 1729        | Nachbildung (1969) der Kursächsische Halbmeilensäule Nr. 10 von 1729 der Alten Dresden-Teplitzer Poststraße der Straße zwischen Niederseidewitz und Nentmannsdorf. | 09224192                 |
| Weitere Bilder                          | Kursächsischer Viertelmeilenstein Niederseidewitz  | Niederseidewitz (Karte)                 | 1729        | Kursächsischer Viertelmeilenstein Nr. 9 von 1729 der Alten Dresden-Teplitzer Poststraße an einem Hohlweg zwischen Niederseidewitz und der Eulmühle. | 09224194                 |
| Weitere Bilder                          | Kursächsische Distanzsäule Neustadt (Sachsen)      | Neustadt in Sachsen (Karte)             | 1729        | Rekonstruktion (1983) einer Kursächsische Distanzsäule von 1729 auf dem Marktplatz in Neustadt in Sachsen. | 09253466                 |
| Direkt Bild zu diesem Denkmal hochladen | Kursächsischer Viertelmeilenstein Obercarsdorf     | Obercarsdorf (Karte)                    | 1723 / 1823 | Reststück eines Kursächsischen Viertelmeilensteins eingemauert in der Scheune der ehemaligen Posthalterei und Pferdewechselstation, später Erbgericht in Obercarsdorf. Der Stein ist Teil des Denkmal-Ensemble Erbgericht mit ID: 09277349 genannt als (Stein mit Posthorn). | Wikidata-Objekt anzeigen |
| Weitere Bilder                          | Kursächsische Distanzsäule Pirna                   | Pirna (Karte)                           | 1722        | Kursächsische Distanzsäule von 1722 mit ursprünglichen Standort am ehemaligen Dohnaischen Tor in Pirna. | 09221076                 |
|                                         | Kursächsischer Viertelmeilenstein Pirna            | Pirna (Karte)                           | 1727        | Nachbildung (2022) des Kursächsischen Viertelmeilensteins Nr. 9 von 1727 im Ortsteil Copitz unweit der Elbfähre. Die Nachbildung orientiert sich am Viertelmeilenstein Nr. 9 der Alten Dresden-Teplitzer Poststraße. | Wikidata-Objekt anzeigen |
| Weitere Bilder                          | Kursächsische Distanzsäule Rabenau                 | Rabenau (Karte)                         | 1730        | Nachbildung (2013) einer Kursächsischen Distanzsäule von 1730 auf dem Markt von Rabenau (Sachsen). | 09304923                 |
| Weitere Bilder                          | Kursächsische Ganzmeilensäule Schlottwitz          | Schlottwitz (Karte)                     | 1729        | Reststück einer Kursächsische Ganzmeilensäule von 1729 (in Wegesäule umgestaltet) in Schlottwitz (Glashütte). | 09303843                 |
| Weitere Bilder                          | Kursächsische Distanzsäule Sebnitz                 | Sebnitz (Karte)                         | 1725        | Nachbildung (2000) einer Kursächsische Distanzsäule von 1725 auf dem Markt von Sebnitz. | 09304926                 |
| Weitere Bilder                          | Kursächsische Distanzsäule Stolpen                 | Stolpen (Karte)                         | 1728        | Nachbildung (1996) einer Kursächsische Distanzsäule von 1728 auf dem Markt von Stolpen. | 09304927                 |
| Weitere Bilder                          | Kursächsische Distanzsäule Tharandt                | Tharandt (Karte)                        | 1730        | Nachbildung (2006) einer Kursächsische Distanzsäule von 1730 auf dem Markt von Tharandt. Die erste Replik von 1964 wurde in der Form als Postmeistersäule des 19. Jh. 2014 im Ortsteil Grillenburg wiederaufgestellt. | 08963557                 |
| Weitere Bilder                          | Kursächsische Distanzsäule in Wilsdruff            | Wilsdruff (Karte)                       | 1730        | Rekonstruktion (1971) mit Originalwappenstück einer Kursächsische Distanzsäule von 1730 auf dem Markt von Wilsdruff. | 08964288                 |

### Vogtlandkreis
Karte mit allen Koordinaten des Abschnitts Vogtlandkreis: OSM

| Bild           | Bezeichnung                                   | Lage                      | Datierung | Beschreibung | ID       |
| -------------- | --------------------------------------------- | ------------------------- | --------- | --- | -------- |
| Weitere Bilder | Kursächsische Ganzmeilensäule Adorf           | Adorf (Vogtland) (Karte)  | 1725      | Nachbildung (1997) der Kursächsischen Ganzmeilensäule von 1725 mit der Reihennummer 76. Sie steht auf dem Rasen zwischen der Elsterstraße (B 92) und der Weißen Elster, südlich der Elsterbrücke (B 283 Richtung Markneukirchen). Das Original gehörte zur Alten Egerer Poststraße und stand an der Straße nach Remtengrün. | 09304957 |
| Weitere Bilder | Kursächsische Distanzsäule in Auerbach/Vogtl. | Auerbach/Vogtl. (Karte)   | 1721      | Nachbildung (2017) einer Kursächsischen Distanzsäule von 1721 auf dem Altmarkt. | 09307190 |
| Weitere Bilder | Kursächsische Halbmeilensäule Bad Elster      | Bad Elster (Karte)        | 1724      | Kursächsische Halbmeilensäule Nr. 78 von 1724 vom Kirchberg, jetzt am Kirchplatz, zuletzt 2011 restauriert und original ausgerichtet. | 09245111 |
| Weitere Bilder | Kursächsische Ganzmeilensäule Landwüst        | Landwüst (Karte)          | 1725      | Nachbildung (1997) der Kursächsischen Ganzmeilensäule Nr. 80 von 1725 der Alten Egerer Poststraße in Landwüst. | 09248163 |
| Weitere Bilder | Kursächsischer Viertelmeilenstein Landwüst    | Landwüst (Karte)          | 1725      | Kursächsischer Viertelmeilenstein Nr. 79 von 1725 der Alten Egerer Poststraße in Landwüst. | 09234176 |
| Weitere Bilder | Kursächsische Postmeilensäule Lengenfeld      | Lengenfeld (Karte)        | 1725      | Nachbildung (2019) einer Kursächsischen Distanzsäule auf dem Markt von Lengenfeld. Original Sockel der Distanzsäule, vermauert im Keller des ehemaligen Amtsgerichtes am Kirchplatz 1. | 08980171 |
| Weitere Bilder | Kursächsische Halbmeilensäule Markneukirchen  | Markneukirchen (Karte)    | 1725      | Rekonstruktion (1990) der Kursächsischen Halbmeilensäule von 1725 mit der Reihennummer 78 auf dem Lutherplatz in Markneukirchen. Die Säule stand ursprünglich an der Straße von Adorf nach Markneukirchen am Chausseehaus.                                                                                                  | 09234281 |
| Weitere Bilder | Kursächsischer Viertelmeilenstein Neumark     | Neumark (Karte)           | 1731      | Rekonstruktion (1928) des Kursächsischen Viertelmeilensteins von 1731 mit der Reihennummer 53 vom Postkurs Dresden – Hof an der neuen Umgehungsstraße (B 173), am Abzweig nach Neumark. | 09209835 |
| Weitere Bilder | Kursächsische Distanzsäule Oelsnitz           | Oelsnitz (Karte)          | 1724      | Nachbildung (2018) einer Kursächsischen Distanzsäule von 1724 in Oelsnitz. | 09307191 |
| Weitere Bilder | Kursächsische Distanzsäule Plauen             | Neustadt (Plauen) (Karte) | 1726      | Nachbildung (1986) einer Kursächsischen Distanzsäule von 1726 an der alten Elsterbrücke in Plauen. Ursprüngliche Säule vor dem Brückentor 1850 entfernt. | 09246550 |
| Weitere Bilder | Kursächsische Distanzsäule Reichenbach        | Reichenbach (Karte)       | 1724      | Nachbildung (2004) einer Kursächsischen Distanzsäule von 1724 (vom ehem. Obertor am Postplatz) in der Marktstraße von Reichenbach im Vogtland. | 09304925 |
| Weitere Bilder | Kursächsische Ganzmeilensäule Oberreichenbach | Oberreichenbach (Karte)   | 1725      | Kursächsische Ganzmeilensäule von 1725 mit Reihennummer 60 der Alten Poststraße Schneeberg – Reichenbach vor der Ausflugsgaststätte „Schwarze Katz“ dem ehemaligen „Waldhaus zur Postsäule“. | 09245702 |
| Weitere Bilder | Kursächsischer Viertelmeilenstein Remtengrün  | Remtengrün (Karte)        | 1725      | Nachbildung (1997) des Kursächsischen Viertelmeilensteins Nr. 77 von 1725 der Alten Egerer Poststraße in Remtengrün. | 09304936 |
| Weitere Bilder | Kursächsischer Viertelmeilenstein Rohrbach    | Rohrbach (Karte)          | 1725      | Kursächsischer Viertelmeilenstein von 1725 mit Reihennummer 81 der Alten Egerer Poststraße in Rohrbach (Bad Brambach). | 08980036 |
| Weitere Bilder | Kursächsische Halbmeilensäule Sträßel         | Sträßel (Karte)           | 1725      | Rekonstruktion (1992) der Kursächsischen Halbmeilensäule Nr. 78 von 1725 der Alten Egerer Poststraße in Sträßel. | 09234359 |
| Weitere Bilder | Kursächsischer Viertelmeilenstein Weischlitz  | Weischlitz (Karte)        | 1725      | Nachbildung (1997) des Kursächsischern Viertelmeilensteins Nr. 69 von 1725 an der B 173 (Hofer Landstraße) bei Weischlitz. | 09300272 |

### Landkreis Zwickau
Karte mit allen Koordinaten des Abschnitts Landkreis Zwickau: OSM

| Bild           | Bezeichnung                             | Lage                 | Datierung | Beschreibung | ID       |
| -------------- | --------------------------------------- | -------------------- | --------- | --- | -------- |
| Weitere Bilder | Kursächsische Distanzsäule Crimmitschau | Crimmitschau (Karte) | 1726      | Nachbildung (2018) einer Kursächsischen Postmeilensäule von 1726 am Crimmitschauer Markt.                                                              | 09307063 |
| Weitere Bilder | Kursächsische Ganzmeilensäule Schönfels | Schönfels (Karte)    | 1731      | Rekonstruktion (2017) der Kursächsischen Ganzmeilensäule Reihennummer 52 von 1731 vom Postkurs Dresden – Hof an der B 173 in Schönfels (Lichtentanne). | 09237843 |
| Weitere Bilder | Kursächsische Distanzsäule Zwickau      | Zwickau (Karte)      | 1725      | Nachbildung (2002) einer Kursächsischen Distanzsäule von 1725 vom ehem. Obertor in Zwickau.                                                            | 09303381 |

## Sachsen-Anhalt

### Landkreis Anhalt-Bitterfeld
Karte mit allen Koordinaten des Abschnitts Landkreis Anhalt-Bitterfeld: OSM

| Bild           | Bezeichnung                          | Lage           | Datierung | Beschreibung | ID       |
| -------------- | ------------------------------------ | -------------- | --------- | --- | -------- |
| Weitere Bilder | Kursächsische Distanzsäule Brehna    | Brehna (Karte) | 1730      | Nachbildung (1980) einer Kursächsischen Distanzsäule von 1730 auf dem Markt von Bitterfeld. Die Originalteile befinden sich im Museum Schloss Bitterfeld. | 09405257 |
| Weitere Bilder | Kursächsische Halbmeilensäule Wolfen | Wolfen (Karte) | 1730      | Nachbildung (1981) Kursächsische Halbmeilensäule Nr. 18 von 1730 in Wolfen.                                                                               | 09404625 |
| Weitere Bilder | Kursächsische Distanzsäule Zörbig    | Zörbig (Karte) | 1730      | Nachbildung (1989) einer Kursächsischen Distanzsäule von 1730 auf dem Markt von Zörbig.                                                                   | 09490111 |

### Burgenlandkreis
Karte mit allen Koordinaten des Abschnitts Burgenlandkreis: OSM
| Bild           | Bezeichnung                         | Lage           | Datierung | Beschreibung | ID                       |
| -------------- | ----------------------------------- | -------------- | --------- | --- | ------------------------ |
| Weitere Bilder | Kursächsische Distanzsäule Pegau    | Profen (Karte) | 1723      | Kursächsische Distanzsäule von 1723 vom ehem. Obertor Pegau, 1875 als Denkmal umgearbeitet, auf dem Markt von Profen.         | 09486157                 |
| Weitere Bilder | Kursächsische Halbmeilensäule Zeitz | Zeitz (Karte)  | 1725      | Nachbildung (1967) der Kursächsischen Halbmeilensäule mit Reihennummer 54 von 1725 im Rosengarten des Schlossparks von Zeitz. | Wikidata-Objekt anzeigen |

### Saalekreis
Karte mit allen Koordinaten des Abschnitts Saalekreis: OSM

| Bild           | Bezeichnung                                      | Lage                           | Datierung | Beschreibung | ID       |
| -------------- | ------------------------------------------------ | ------------------------------ | --------- | --- | -------- |
| Weitere Bilder | Kursächsischer Viertelmeilenstein Bad Lauchstädt | Bad Lauchstädt (Karte)         | vor 1738  | Kursächsischer Viertelmeilenstein von vor 1738 der Poststrecke Leipzig-Merseburg-Querfurt-Sangerhausen in Bad Lauchstädt. | 09420663 |
| Weitere Bilder | Kursächsische Ganzmeilensäule Göhren (Reststück) | Göhren (Leuna) (Karte)         | 1732      | Rest einer Kursächsischen Ganzmeilensäule von 1732 der Poststrecke Leipzig-Merseburg-Querfurt-Sangerhausen vor dem Haus Göhren Nr. 1 in Göhren (Leuna).                                                                             | 09420535 |
| Weitere Bilder | Kursächsische Distanzsäule Landsberg             | Landsberg (Saalekreis) (Karte) | 1730      | Rekonstruktion (1989) einer Kursächsischen Distanzsäule von 1730 der Poststraßen Leipzig – Hamburg und Leipzig – Berlin auf dem Markt in Landsberg (Saalekreis). Das originales Wappenstück befindet sich im Stadtmuseum Landsberg. | 09455191 |

### Landkreis Wittenberg
Karte mit allen Koordinaten des Abschnitts Landkreis Wittenberg: OSM

| Bild           | Bezeichnung                                           | Lage                                         | Datierung | Beschreibung | ID       |
| -------------- | ----------------------------------------------------- | -------------------------------------------- | --------- | --- | -------- |
| Weitere Bilder | Kursächsische Halbmeilensäule in Eisenhammer (Tornau) | Eisenhammer Tornau (Gräfenhainichen) (Karte) | 1723      | Nachbildung (1999) der Kursächsischen Halbmeilensäule Nr. 18 von 1723 der Poststraße Poststraße Leipzig–Wittenberg in Eisenhammer (Tornau). Originalteile der Säule befinden sich eingemauert bei der Windmühle von Tiefensee. | 09450509 |
| Weitere Bilder | Kursächsische Distanzsäule Gräfenhainichen            | Gräfenhainichen (Karte)                      | 1728      | Rekonstruktion (1972) einer Kursächsische Distanzsäule von 1728 in der Marktstraße Gräfenhainichen. | 09440236 |
| Weitere Bilder | Kursächsische Distanzsäule Kemberg                    | Kemberg (Karte)                              | 1725      | Rekonstruktion (1979) einer Kursächsischen Distanzsäule von 1725 auf dem Markt in Kemberg. | 09435588 |
| Weitere Bilder | Kursächsische Ganzmeilensäule Mühlanger               | Mühlanger (Karte)                            | 1723      | Kursächsische Ganzmeilensäule Nr. 52 von 1723 vom Postkurs Dresden-Wittenberg in Mühlanger (Zahna-Elster). Der ehemalige Standort der Säule befand sich in Iserbegka.                                                          | 09435560 |

## Thüringen

### Landkreis Greiz
Karte mit allen Koordinaten des Abschnitts Landkreis Greiz: OSM

| Bild           | Bezeichnung                     | Lage         | Datierung | Beschreibung | ID                       |
| -------------- | ------------------------------- | ------------ | --------- | --- | ------------------------ |
| Weitere Bilder | Kursächsische Distanzsäule Auma | Auma (Karte) | 1722      | Rekonstruktion (1969) der Distanzsäule von 1722 auf dem Markt sowie Originalschriftblock und dessen erste Nachbildung im Museumshof am alten Rathaus. | Wikidata-Objekt anzeigen |

### Saale-Orla-Kreis
Karte mit allen Koordinaten des Abschnitts Saale-Orla-Kreis: OSM

| Bild           | Bezeichnung                                                        | Lage                         | Datierung | Beschreibung | ID                       |
| -------------- | ------------------------------------------------------------------ | ---------------------------- | --------- | --- | ------------------------ |
| Weitere Bilder | Kursächsische Distanzsäule Neustadt an der Orla (Markt)            | Neustadt an der Orla (Karte) | 1728      | Nachbildung (1987) einer Kursächsischen Distanzsäule von 1728 auf dem Markt, diese stand früher vor dem Triptiser Tor an der Straße nach Triptis (heute Ernst-Thälmann-Straße). Das Originalwappen steht im Museum. | Wikidata-Objekt anzeigen |
| Weitere Bilder | Kursächsische Distanzsäule Neustadt an der Orla (Pößnecker Straße) | Neustadt an der Orla (Karte) | 1728      | Nachbildung (1987) einer Kursächsischen Distanzsäule von 1728 in der Pößnecker Straße (ehem. Neunhöfer Tor). | Wikidata-Objekt anzeigen |
| Weitere Bilder | Kursächsische Ganzmeilensäule Oppurg                               | Oppurg (Karte)               | 1748      | Rekonstruktion (1974) einer Kursächsischen Ganzmeilensäule von 1748 vom ehemaligen Postkurs nach Saalfeld in Oppurg.                                                                                                | Wikidata-Objekt anzeigen |

### Landkreis Sömmerda
Karte mit allen Koordinaten des Abschnitts Landkreis Sömmerda: OSM

| Bild           | Bezeichnung                                 | Lage              | Datierung | Beschreibung | ID                       |
| -------------- | ------------------------------------------- | ----------------- | --------- | --- | ------------------------ |
| Weitere Bilder | Kursächsischer Viertelmeilenstein Weißensee | Weißensee (Karte) | 1780      | Kursächsischer Viertelmeilenstein mit der Reihennummer 49 von 1780 vom Postkurs Leipzig – Kassel am Marktplatz von Weißensee (Thüringen). | Wikidata-Objekt anzeigen |

### Unstrut-Hainich-Kreis
Karte mit allen Koordinaten des Abschnitts Unstrut-Hainich-Kreis: OSM

| Bild           | Bezeichnung                                              | Lage                                       | Datierung | Beschreibung | ID                       |
| -------------- | -------------------------------------------------------- | ------------------------------------------ | --------- | --- | ------------------------ |
| Weitere Bilder | Kursächsische Ganzmeilensäule Bad Langensalza            | Marktstraße Bad Langensalza (Karte)        | 1729      | Nachbildung (2009) der Ganzmeilensäule Nr. 64 von 1729 des Postkurses Leipzig – Kassel in der Marktstraße von Bad Langensalza.                                                               | Wikidata-Objekt anzeigen |
| Weitere Bilder | Kursächsische Ganzmeilensäule (Original) Bad Langensalza | Freiluftlapidarium Bad Langensalza (Karte) | 1729      | Der Stumpf der Kursächsischen Ganzmeilensäule Nr. 64 von 1729 im Freiluftlapidarium vor dem Stadtmuseum, der Originalstandort der Säule am Ortsausgang nach Mühlhausen (B 247) ist markiert. | Wikidata-Objekt anzeigen |
| Weitere Bilder | Kursächsischer Viertelmeilenstein Bad Langensalza        | Bad Langensalza (Karte)                    | 1729      | Der Kursächsische Viertelmeilenstein Nr. 63 von 1729 steht ohne Kopfstück im Freiluftlapidarium vor dem Stadtmuseum von Bad Langensalza.                                                     | Wikidata-Objekt anzeigen |
| Weitere Bilder | Kursächsische Ganzmeilensäule Großengottern              | Großengottern (Karte)                      | 1729      | Der Stumpf der Kursächsischen Ganzmeilensäule Nr. 68 von 1729 vom ehem. Postkurs Leipzig – Kassel steht vor dem Museum in Großengottern (Unstrut-Hainich).                                   | Wikidata-Objekt anzeigen |
| Weitere Bilder | Kursächsischer Viertelmeilenstein Oppershausen           | Oppershausen (Karte)                       | 1745      | Kursächsischer Viertelmeilenstein von 1745 vom Postkurs Langensalza – Wanfried vor dem Alten Gutshaus in Oppershausen.                                                                       | Wikidata-Objekt anzeigen |

## Polen
Karte mit allen Koordinaten des Abschnitts Polen: OSM

| Bild           | Bezeichnung                                | Lage               | Datierung | Beschreibung | ID                       |
| -------------- | ------------------------------------------ | ------------------ | --------- | --- | ------------------------ |
| Weitere Bilder | Kursächsische Distanzsäule Lauban          | Lauban (Karte)     | 1725      | Nachbildung (2005) einer Kursächsischen Distanzsäule von 1725 der Via Regia vom ehem. Görlitzer Tor auf dem Markt in Lauban. | Wikidata-Objekt anzeigen |
| Weitere Bilder | Kursächsische Ganzmeilensäule Nowogrodziec | Ołdrzychów (Karte) | 1725      | Rekonstruktion (2004) der Kursächsischen Halbmeilensäule Nr. 112 (Zählung ab Leipzig) von 1725 der Via Regia in Ołdrzychów (Nowogrodziec). | Wikidata-Objekt anzeigen |
|                | Kursächsische Ganzmeilensäule Pisarzowice  | Pisarzowice        | 1715      | Reste der Kursächsischen Ganzmeilensäule von der Straßenschänke im Ortsteil Pisarzowice (Ober-Schreibersdorf), die zuletzt im Rittergutspark des Ortes stand und nach 1945 in einen Teich geworfen wurde, sind derzeit in Lubań eingelagert. Die Rekonstruktion und Wiederaufstellung am Originalstandort ist geplant. | Wikidata-Objekt anzeigen |
| Weitere Bilder | Kursächsische Distanzsäule Zgorzelec       | Zgorzelec (Karte)  | 1725      | Nachbildung (2003) einer Kursächsische Distanzsäule von 1725 auf dem ehemaligen Töpferberg in Zgorzelec. Zwei Reststücke der originalen Postmeilensäule befinden sich heute im Post- und Fernmeldemuseum in Breslau.                                                                                                   | Wikidata-Objekt anzeigen |

## Imitate

### Berlin ITB 2005

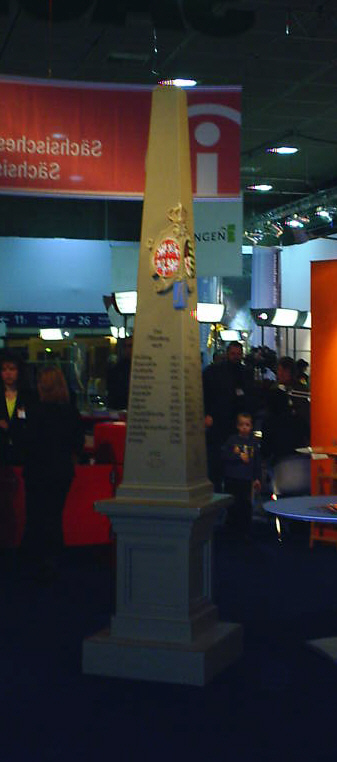
Imitat der Distanzsäule Altenberg (Erzgebirge) auf der Internationalen Tourismus-Börse Berlin (ITB) 2005; heute ausgestellt im Bergbaumuseum Altenberg

### Bonn
| Bild | Bezeichnung                        | Lage         | Datierung | Beschreibung | ID                       |
| ---- | ---------------------------------- | ------------ | --------- | --- | ------------------------ |
|      | Kursächsische Postmeilensäule Bonn | Bonn (Karte) | 1995      | Unspezifische Nachbildung (1995) als Schaustück einer Kursächsischen Postmeilensäule vor der damaligen Vertretung des Freistaates Sachsen Bad Godesberger Allee 18 in Bonn. | Wikidata-Objekt anzeigen |

## Neubewertungen, ehemals geführter Säulen
Karte mit allen Koordinaten des Abschnitts Neubewertungen, ehemals geführter Säulen: OSM
| Bild           | Bezeichnung                     | Lage              | Datierung | Beschreibung | ID       |
| -------------- | ------------------------------- | ----------------- | --------- | --- | -------- |
| Weitere Bilder | Historische Wegesäule Altdöbern | Altdöbern (Karte) | 1750      | Umgestaltete Kursächsische Distanzsäule von 1735, 1980 restauriert. Neubewertung – keine kursächsische Postmeilensäule. Sonderform einer historischen Wegesäule. Nachbau in abweichenden Abmessungen (ohne Wappenteil, mit verkürzter Spitze, fehlendem Posthorn) für einen Landschaftsgarten. | 09120029 |

| Bild           | Bezeichnung              | Lage                              | Datierung | Beschreibung | ID                       |
| -------------- | ------------------------ | --------------------------------- | --------- | --- | ------------------------ |
| Weitere Bilder | Distanzstein Seifersdorf | Seifersdorf (Großschirma) (Karte) |           | Distanzstein in Seifersdorf (Großschirma), Seifersdorfer Str. ca. 400 m nach Ortsausgang in Richtung Großschirma. Nicht mehr als kursächsische Postmeilensäule im Bestand der Forschungsgruppe Kursächsische Postmeilensäulen, wird als historische Wegesäule geführt. | Wikidata-Objekt anzeigen |

## In dieser Liste nicht aufgeführt
- Freyburg/Unstrut
- Flößberg
- Görlitz
- Grimma
- Lückersdorf
- Mockau
- Naunhof
- Wittenberg
- Süptitz
- Unterwiesenthal
- Zahna
- Dresden
- Gebice (Amtitz)